# BMW M5
Der BMW M5 ist eine Sportlimousine auf Basis der BMW 5er-Reihe und wird mittlerweile in der siebten Generation produziert. Der M5 ist die höchstmotorisierte Variante der jeweiligen 5er-Baureihe.

## Vorgeschichte

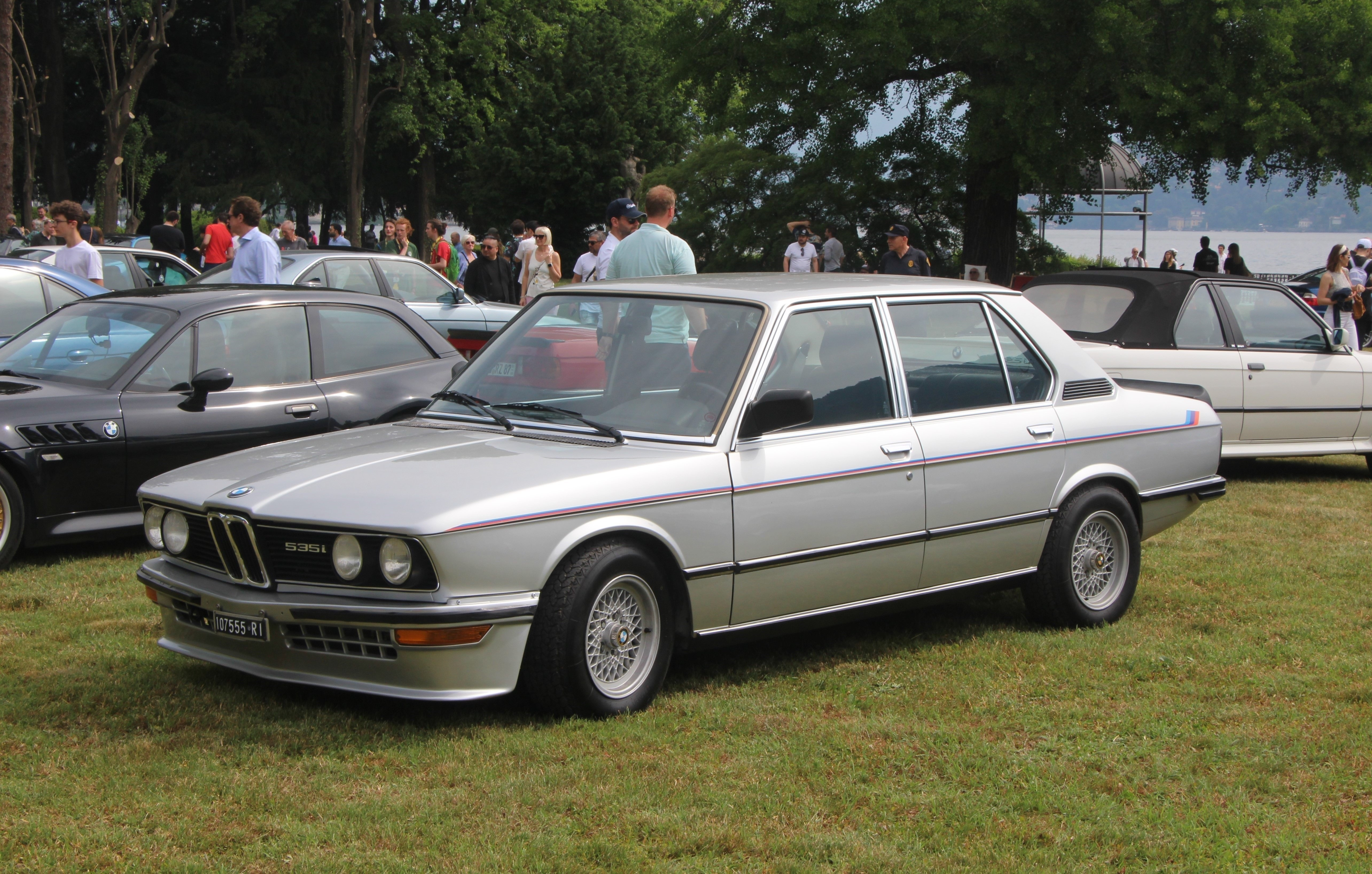
BMW M535i (E12)

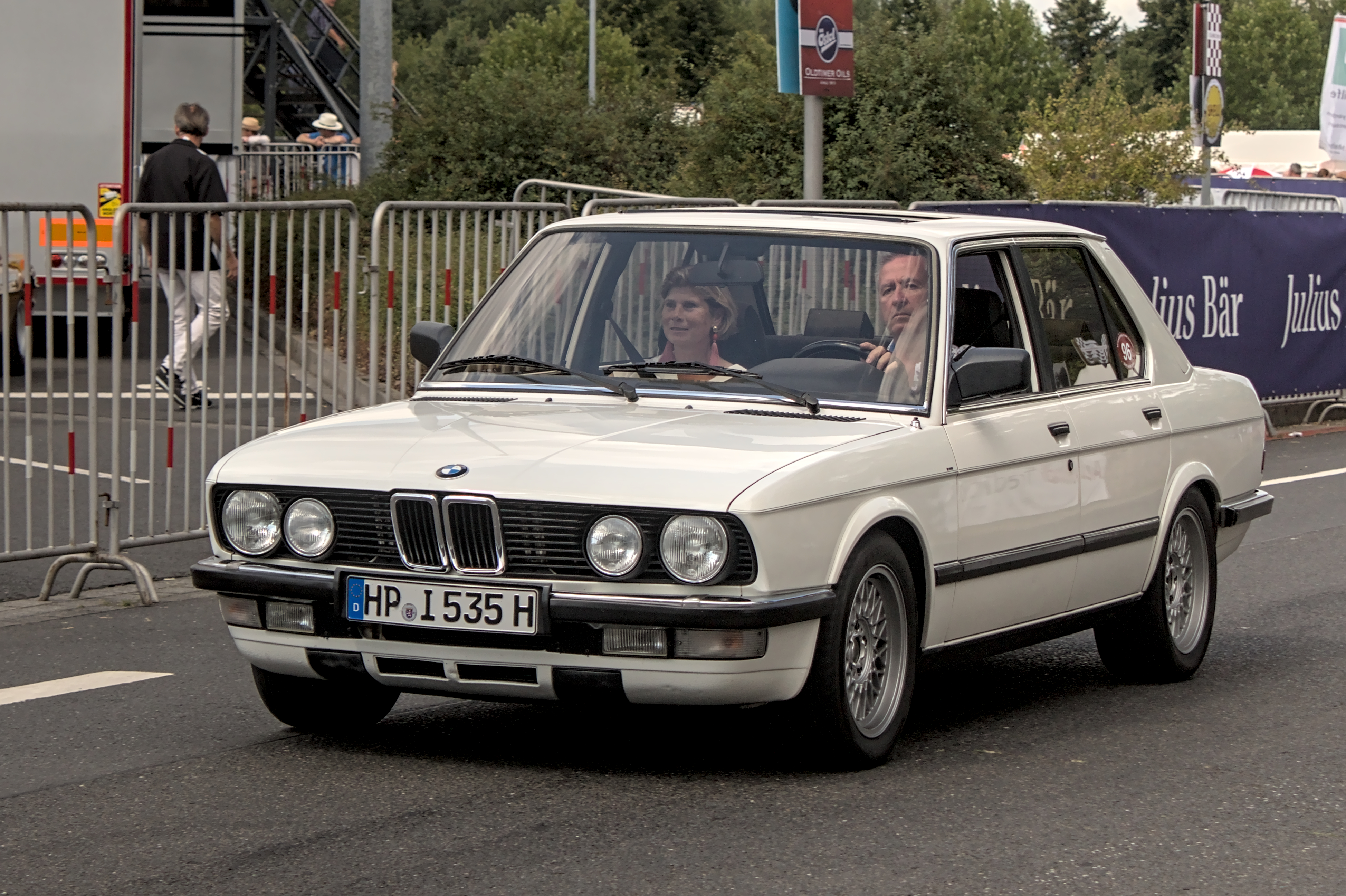
BMW M535i (E28)

Als Vorläufer der BMW M5-Modelle dürfen die M535i-Modelle auf Basis der Baureihen E12 und E28 verstanden werden. Der M535i (E12/1S) war die erste von der BMW M GmbH entwickelte Sportlimousine überhaupt. Sie wurde von einem 3,5-Liter-Reihensechszylinder angetrieben, der 160 kW (218 PS) leistete. Das Modell war vor allem für den Einsatz im Motorsport gedacht. Auf Basis der Baureihe E28 gab es wieder einen M535i, der zum Modelljahr 1985 vorgestellt wurde, aber mit dem M5 an sich nichts gemein hat. Der M535i war eine mit einem aerodynamisch optimierten Spoilerpaket versehene 535i-Serienlimousine, welche im Gegensatz zum M5 auch mit Automatikgetriebe erwerbbar war. Sie wurde von einem 3,5-Liter-Reihensechszylinder angetrieben, der sich allerdings konstruktiv stark vom bisherigen im E12, E24 und E23 verwendeten 3,5-Liter-Triebwerk unterschied. Im E28 wurden davon drei verschiedene Varianten angeboten.
| Baujahr   | Modellbezeichnung        | Baureihencode | Motorcode                                       | Hubraum  | Anordnung/ Zylinder | max. Leistung                  | max. Drehmoment       | Bauform              |
| --------- | ------------------------ | ------------- | ----------------------------------------------- | -------- | ------------------- | ------------------------------ | --------------------- | -------------------- |
| 1979–1981 | M535i                    | E12/1S        | M90 S30B35LE (alte Bezeichnung), M30B35LE (neu) | 3453 cm³ | R6                  | 160 kW (218 PS) bei 5200 min−1 | 310 Nm bei 4000 min−1 | viertürige Limousine |
| 1984–1987 | M535i                    | E28           | M30B35                                          | 3430 cm³ | R6                  | 160 kW (218 PS) bei 5500 min−1 | 310 Nm bei 4000 min−1 | viertürige Limousine |
| 1984–1987 | M535i (Kat-Vorbereitung) | E28           | M30B35                                          | 3430 cm³ | R6                  | 141 kW (192 PS) bei 5400 min−1 | 290 Nm bei 4000 min−1 | viertürige Limousine |
| 1984–1987 | M535i (Kat.)             | E28           | M30B35                                          | 3430 cm³ | R6                  | 136 kW (185 PS) bei 5400 min−1 | 290 Nm bei 4000 min−1 | viertürige Limousine |

## M5 (E28S, 1985–1987)
Im Sommer 1985 wurde der BMW M5 (E28S) erstmals vorgestellt und bis Ende 1987 bei der BMW M GmbH in Handarbeit gefertigt.
Er war eine bis auf einen dezenten Front- und Heckspoiler, Radlaufverbreiterungen sowie eine Tieferlegung in Verbindung mit einer größeren Radreifenkombination äußerlich unveränderte 5er-Limousine. Als Antrieb wurde der leicht modifizierte 3,5-l-Vierventil-Reihensechszylinder-Motor aus der Straßenversion des BMW M1 eingebaut (Motorcode M88/3). Dieser Motor leistete 210 kW (286 PS), beschleunigte laut AMS-Test den M5 in 6,1 s aus dem Stand auf 100 km/h und ermöglichte eine Höchstgeschwindigkeit von 251 km/h.
Der erste M5 hatte wie alle bisher gebauten BMW Standardantrieb und war nur mit einem 5-Gang-Schaltgetriebe lieferbar. Durch die exklusive Fertigung bei der BMW M GmbH waren mehr Sonderausstattungen möglich als bei den übrigen E28-Modellen. Lieferbar war so zum Beispiel eine Lederausstattung, bei der das komplette Armaturenbrett einschließlich der Mittelkonsole, der Dachhimmel, die kompletten Türverkleidungen und sogar Teile im Kofferraum mit Leder bezogen waren (Kosten je nach Umfang: ab 6500,00 DM). Allerdings war selbst die Klimaanlage aufpreispflichtig.
Bei seiner Einführung im Herbst 1985 kostete der Wagen in Grundausstattung 81.000 DM. Den E28S gab es in Deutschland nie mit Abgaskatalysator – im Gegensatz zum M635CSi (M6 für die USA) mit dem gleichen Motor, der mit Katalysator 260 PS (191 kW) leistete. Über 2.200 M5 wurden von dieser Generation gebaut.

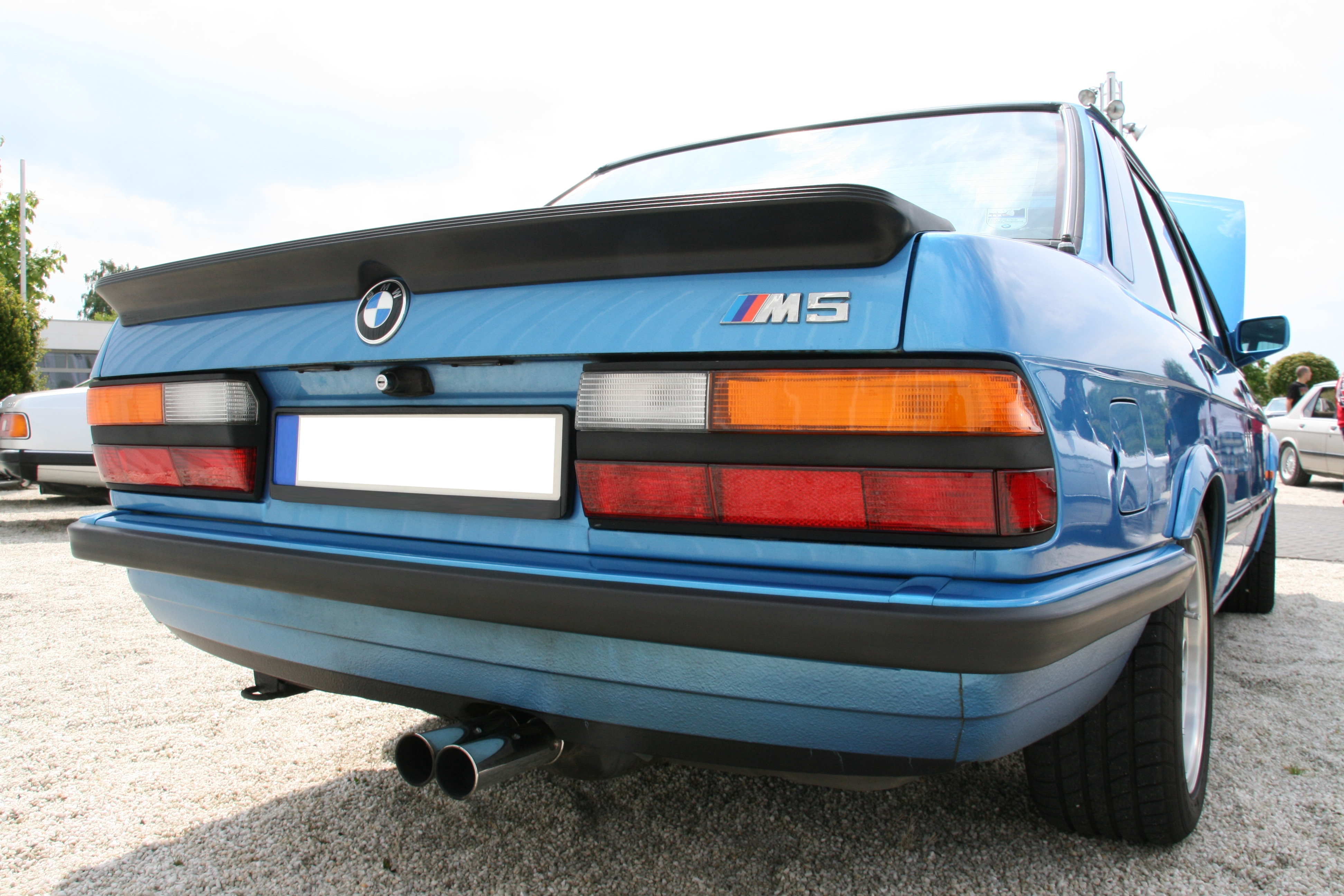
Heckansicht
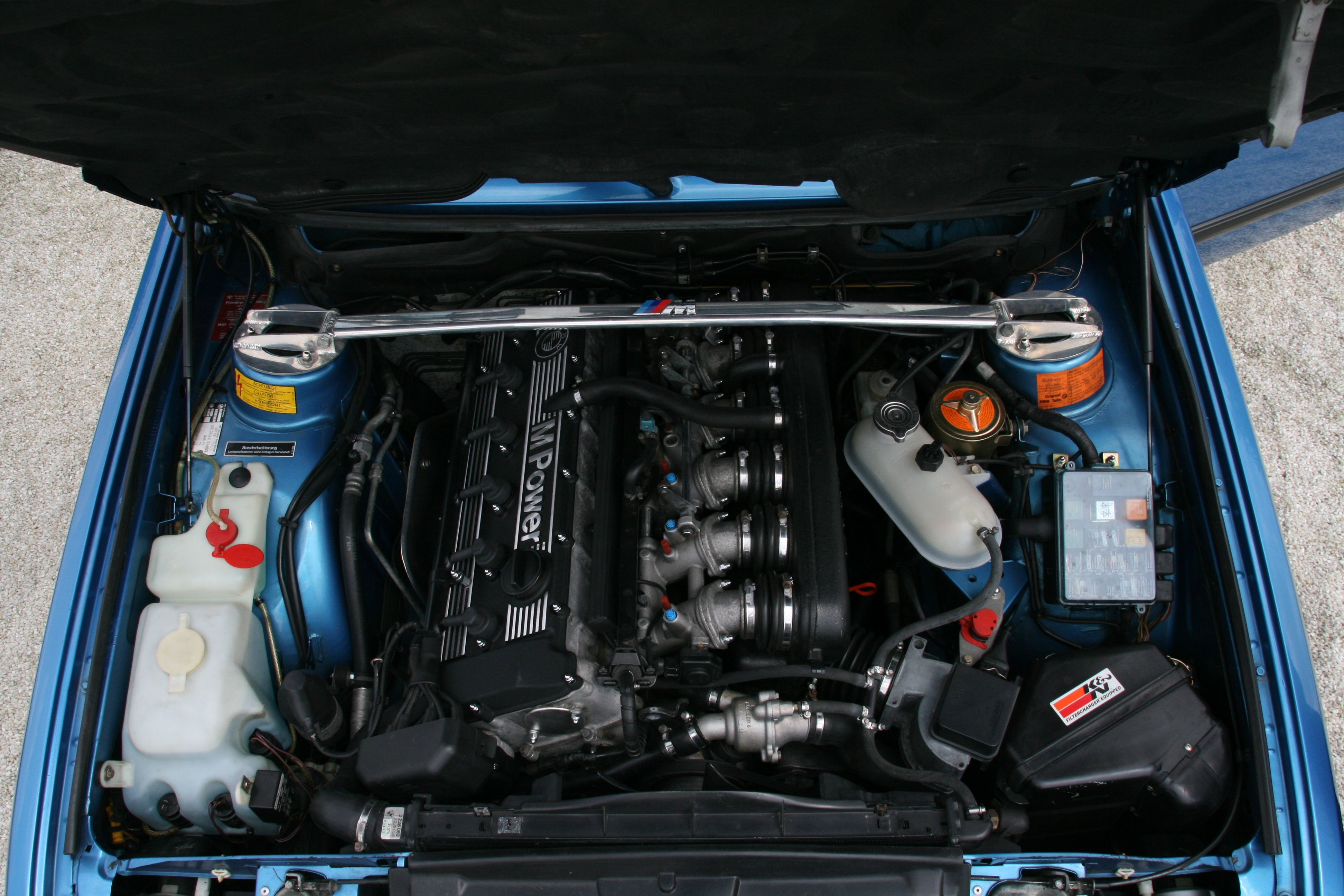
Motorraum
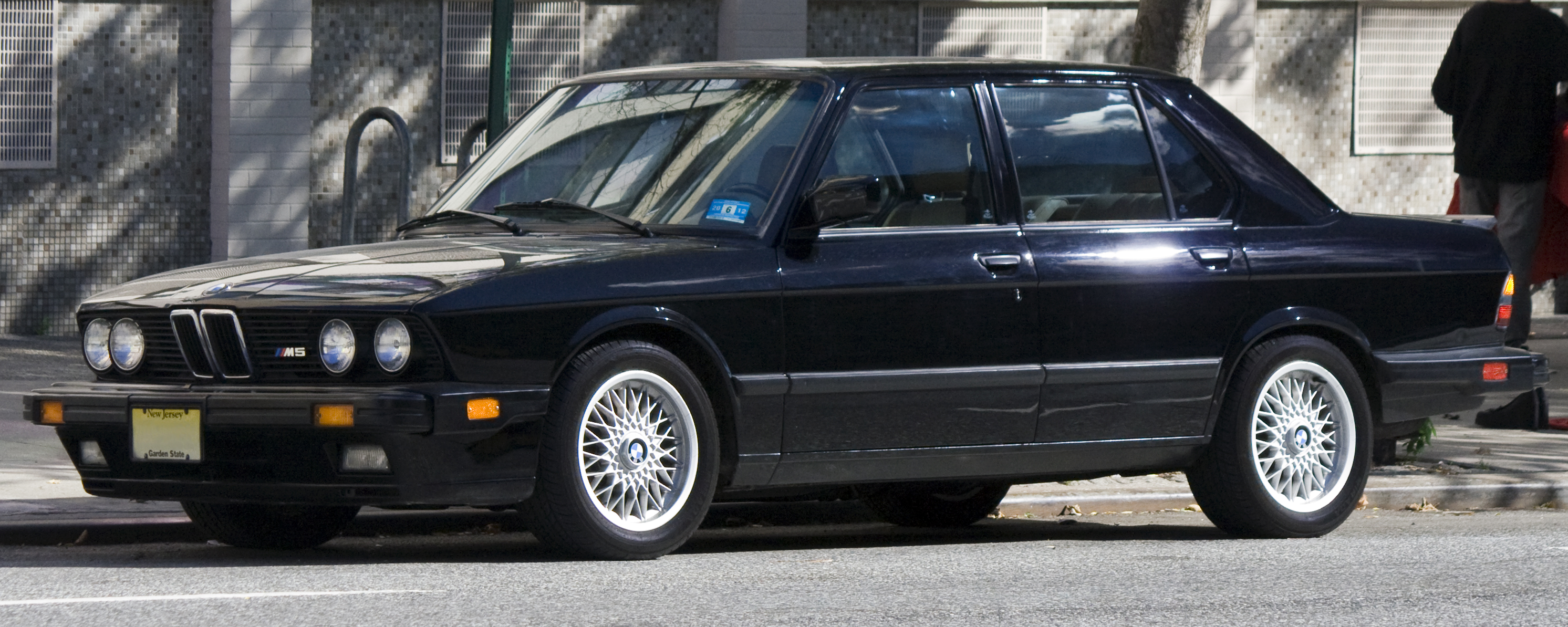
BMW M5, US-Version

### Technische Daten
| Bauzeit   | Stückzahl | Motoren- baureihe | Hubraum  | Zylinder/ Ventile | Leistung                       | Drehmoment            | 0–100 km/h | vmax     | Bauform   | Bereifung vorn | Bereifung hinten | Verbrauch auf 100 km                                                      | Gewicht |
| --------- | --------- | ----------------- | -------- | ----------------- | ------------------------------ | --------------------- | ---------- | -------- | --------- | -------------- | ---------------- | ------------------------------------------------------------------------- | ------- |
| 1985–1987 | 2145      | M88/3             | 3453 cm³ | R6/24V            | 210 kW (286 PS) bei 6500 min−1 | 340 Nm bei 4500 min−1 | 6,5 s      | 245 km/h | Limousine | 220/55 VR 390  | 220/55 VR 390    | (16,5 l / 9,7 l) 11,3 l (Ottokraftstoff DIN 51600 oder DIN 51607, 98 ROZ) | 1430 kg |

## M5 (E34S und E34/5S, 1988–1995)
Den M5 der Baureihe E34 gab es in zwei Ausführungen. Nach der Einführung der E34-Baureihe im Januar 1988 folgte die erste M5-Ausführung im August. Diese Ausführung war nur als Limousine lieferbar – obgleich über ein Cabrio nachgedacht und sogar ein Prototyp gebaut worden war – und mit einem 3,6-Liter-Reihensechszylinder-Motor bestückt, der 232 kW (315 PS) leistete.
Im Frühjahr 1992 wurde der M5 überarbeitet. Der Motor hatte nun einen auf 3,8 Liter vergrößerten Hubraum und leistete 250 kW (340 PS). Von diesem Zeitpunkt an war der M5 E34 auch in einer Kleinserie als Kombi erhältlich, M5 Touring genannt. Ein besonderes Merkmal der Limousine war die optionale 4-Sitzanlage.
Eine finale Überarbeitung gab es ab Mitte 1994. Diese umfasste ein Getrag-6-Gang-Getriebe, eine größere Bremsanlage, 18″-Parallelspeichen-Rad, ein aktives Fahrwerk (vorher Sonderausstattung „Nürburgring-Paket“) und die bislang nur bei Achtzylindermotoren verbaute breite Front (Niere und Motorhaube).

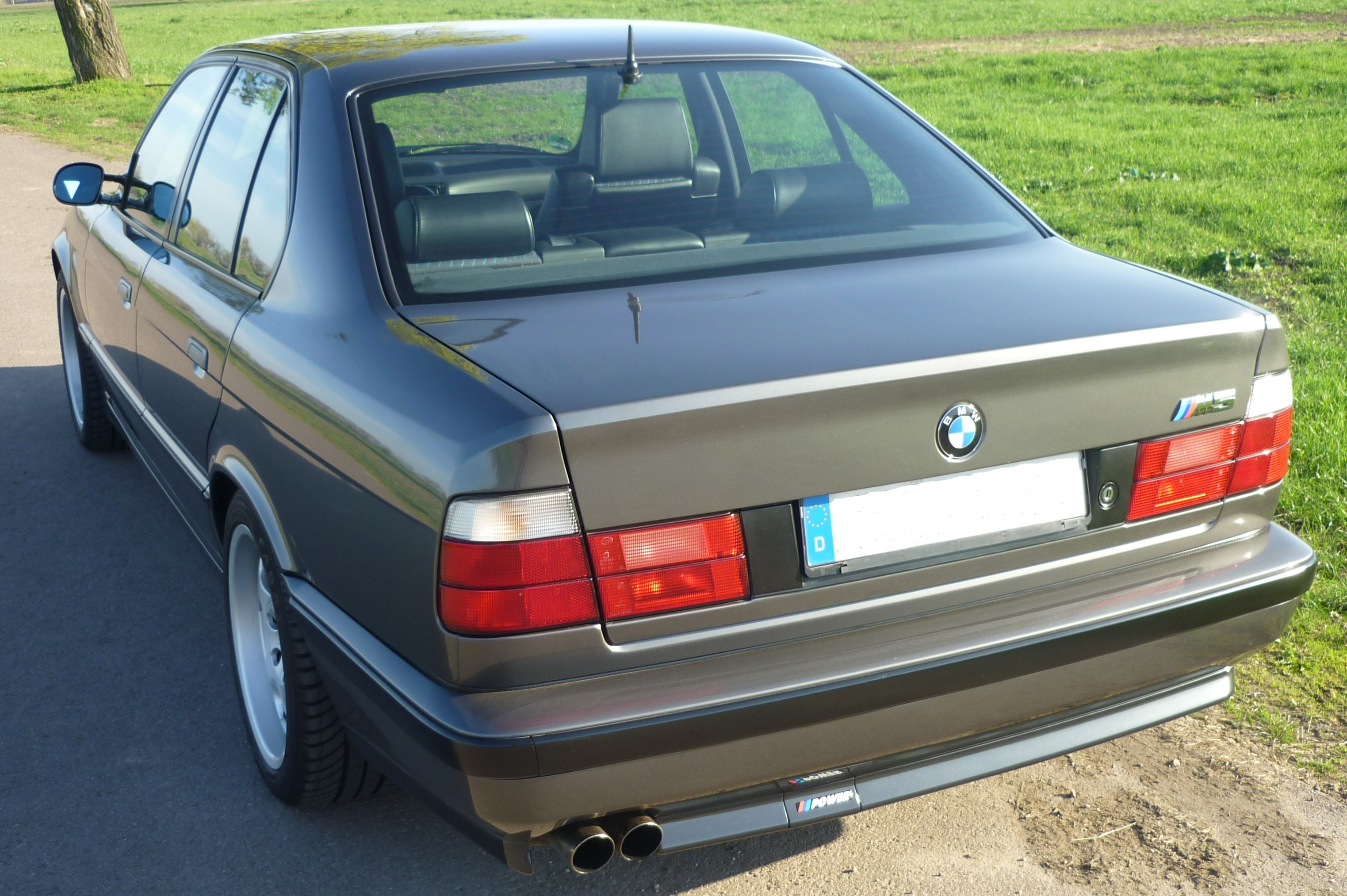
Heckansicht
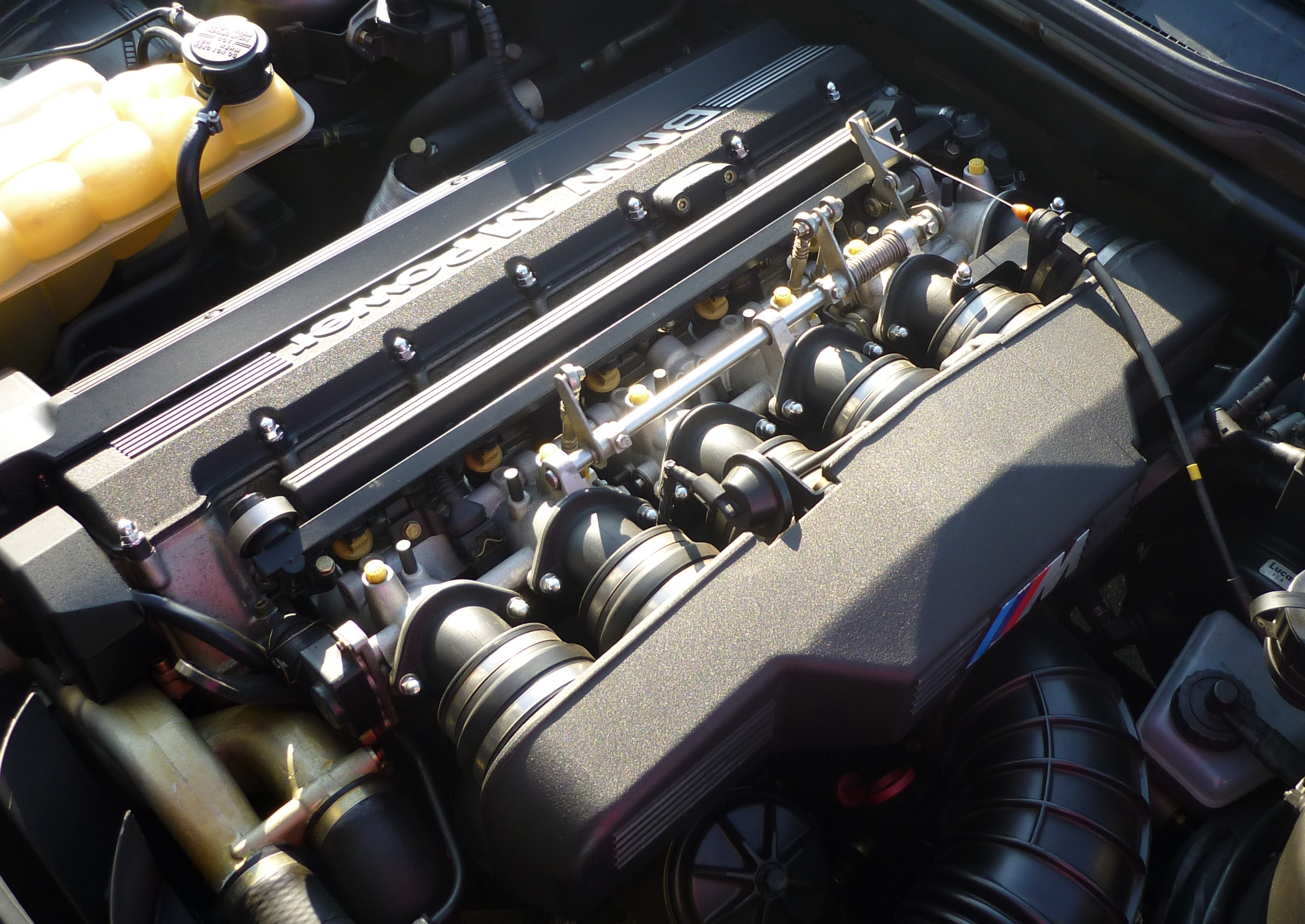
Motor S38B36 im E34 M5 3.6
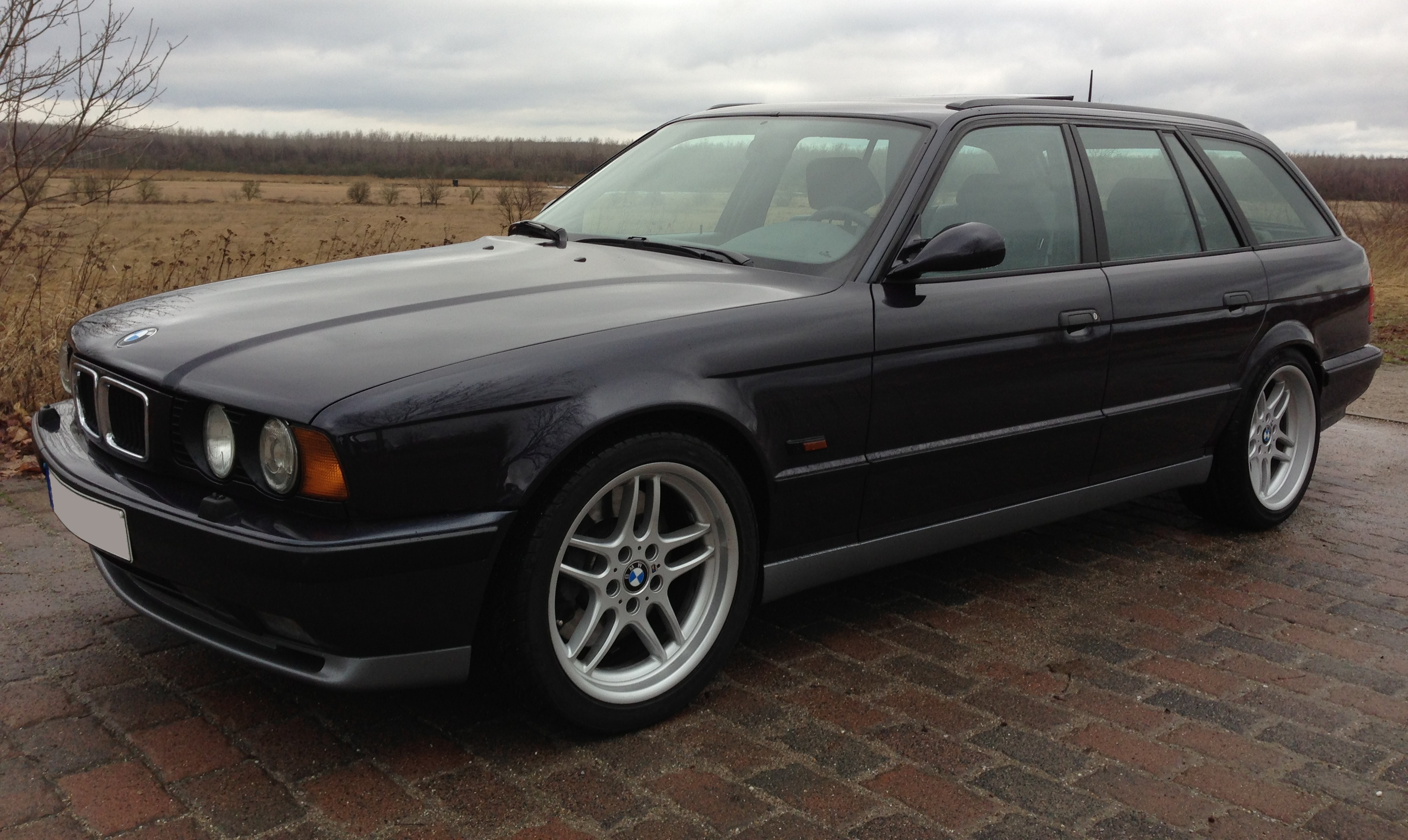
BMW M5 Touring
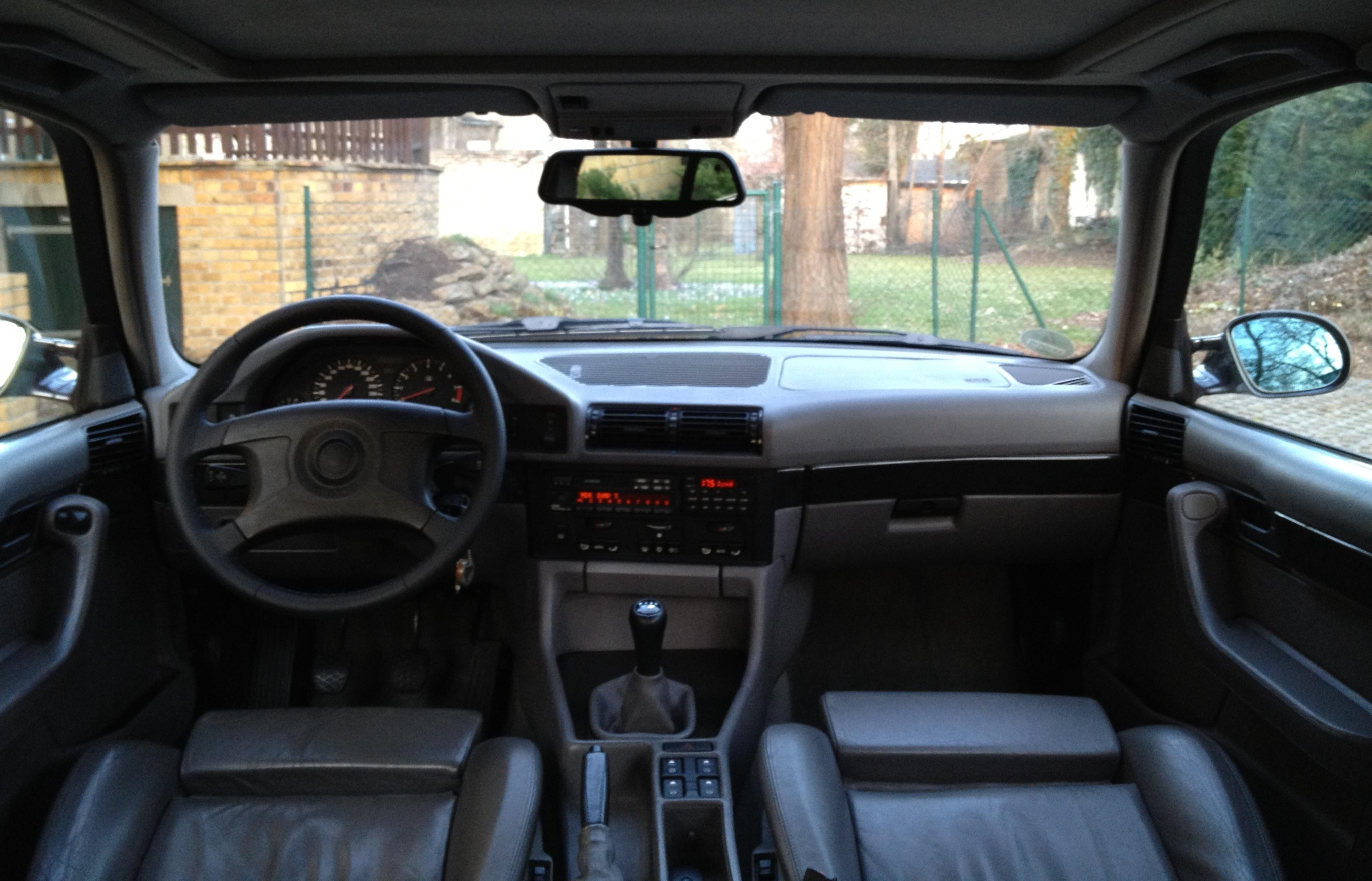
Cockpit eines M5 3.8 Touring

### Technische Daten
| Bauform   | Bauzeit   | Stückzahl | Motoren- baureihe | Hubraum  | Zylinder/ Ventile | Leistung                       | Drehmoment            | 0–100 km/h | vmax     | Bereifung vorn | Bereifung hinten | Verbrauch auf 100 km               | Gewicht |
| --------- | --------- | --------- | ----------------- | -------- | ----------------- | ------------------------------ | --------------------- | ---------- | -------- | -------------- | ---------------- | ---------------------------------- | ------- |
| Limousine | 1988–1992 | 8079      | S38B36            | 3535 cm³ | R6/24V            | 232 kW (315 PS) bei 6900 min−1 | 360 Nm bei 4750 min−1 | 6,3 s      | 250 km/h | 235/45ZR17     | 235/45ZR17       | (18,1 l / 9,4 l) 11,9 l (Super 95) | 1670 kg |
| Limousine | 1992–1995 | 3019      | S38B38            | 3795 cm³ | R6/24V            | 250 kW (340 PS) bei 6900 min−1 | 400 Nm bei 4750 min−1 | 5,9 s      | 250 km/h | 235/45ZR17     | 235/45ZR17       | (18 l / 9,6 l) 12,0 l (Super 95)   | 1650 kg |
| Touring   | 1992–1995 | 891       | S38B38            | 3795 cm³ | R6/24V            | 250 kW (340 PS) bei 6900 min−1 | 400 Nm bei 4750 min−1 | 6,1 s      | 250 km/h | 235/45ZR17     | 255/40ZR17       | (18 l / 9,6 l) 12,0 l (Super 95)   | 1750 kg |

1. ↑  elektronisch begrenzt

### Stückzahlen
Die Stückzahl dieser M5 beträgt 11.989 Stück, 891 von der touring-Variante.
Die folgende Liste zeigt die Stückzahlen aller M5-Sondermodelle der Baureihe E34, soweit bekannt. Es soll ab Werk auch einen M5 gegeben haben, dessen S38B38-Motor 294 kW leistet; dieses Modell wurde nie offiziell angeboten und es liegen daher keine Daten vor.
| Modell                     | Stückzahl | Motor  | Bauzeitraum |
| -------------------------- | --------- | ------ | ----------- |
| M5 Winkelhock              | 51        | S38B36 | ?–09.1992   |
| M5 Cecotto                 | 22        | S38B36 | ?–09.1992   |
| M5 Naghi Motors            | 15        | S38B36 | ?–09.1992   |
| M5 20 Jahre BMW Motorsport | 20        | S38    | ?.1992      |
| M5 Limited                 | 50        | S38B38 | ?.1995      |
| M5 Elekta                  | 20        | S38B38 | ?.1995      |

## M5 (E39S, 1998–2003)
Mit der Einführung des M5 (E39) wurde der aus der M62-Motorenreihe weiterentwickelte S62-5-Liter-V8-Motor vorgestellt.
Der dritte M5 wurde im Frühjahr 1998 auf dem Genfer Auto-Salon präsentiert und stand ab Ende desselben Jahres bei den Händlern. Im Gegensatz zu seinem Vorgänger wurde dieser nur als Limousine angeboten, der Kombi existierte nur als Prototyp.
Um die Produktionskosten sowie den Produktionsaufwand zu senken, wurden die Unterschiede zwischen deutschen und nordamerikanischen Modellen des E39 M5 so gering wie möglich gehalten, sie sind äußerlich nur an den unterschiedlichen Blinkern zu erkennen. Weitere Unterschiede sind die Positionen der Abgaskatalysatoren sowie die vorderen Bremsscheiben, die bei den nordamerikanischen Modellen weniger hochwertig sind. Schiebedach und Lederausstattung gehörten bei den nordamerikanischen Fahrzeugen zur Serienausstattung, während bei deutschen Modellen das Schiebedach eine aufpreispflichtige Zusatzausstattung war. Jedoch wurden deutsche Fahrzeuge auch mit Alcantarainnenausstattung angeboten, die es für den nordamerikanischen Markt nicht gab.
Insgesamt 20.482 Fahrzeuge wurden in drei Baumustern hergestellt, 9992 für Nordamerika, 2595 Rechtslenker und 7895 Fahrzeuge für den deutschen und europäischen Markt. Die Rechtslenker wurden größtenteils im Vereinigten Königreich, Australien und Südafrika abgesetzt, während in Japan trotz des dort herrschenden Linksverkehrs Linkslenker angeboten wurden, da sie unter japanischen Fahrzeugenthusiasten als prestigeträchtiger galten. Die Höchstgeschwindigkeit ist elektronisch auf 250 km/h begrenzt, doch gab es außerhalb Deutschlands auch die Option, den M5 ohne Geschwindigkeitsbeschränkung zu bestellen. Die Höchstgeschwindigkeit soll 300 km/h betragen.
Im September 2000 erfuhr auch der M5 die optische Überarbeitung der E39-Baureihe, bevor die Produktion im Juli 2003 nach fünf Jahren eingestellt wurde. Der M5 E39 war bis zum Erscheinen des Nachfolgers 2005 das leistungsstärkste Modell aus der M-Modellpalette.

### Technik
Angetrieben wird der E39 M5 von einem V8-Ottomotor ohne Aufladung mit vier obenliegenden Nockenwellen, deren Antrieb verstellbar ist (Doppel-VANOS). Er hat 5 Liter Hubraum und leistet maximal 294 kW bei 6600 min−1. Vom Motor wird die Leistung über ein mit der Hand zu schaltendes Getrag-Sechsganggetriebe auf die Hinterräder übertragen. Serienmäßig ist ein Hinterachsdifferenzial mit 25 % Sperrwirkung eingebaut.
Die Räder sind vorne an einer Doppelgelenk-Federbeinachse mit Aluminiumlenkern und Gasdruckstoßdämpfern aufgehängt, zusätzlich ist ein Stabilisator eingebaut. Die Hinterräder sind an einer schraubengefederten Mehrlenkerachse mit Stabilisator aufgehängt, ebenfalls mit Gasdruckstoßdämpfern. Gelenkt wird mit einer Kugelumlauflenkung des Zulieferers ZF mit geschwindigkeitsabhängiger Servowirkung. Der Wagen hat ein hydraulisches Zweikreisbremssystem mit Antiblockiersystem, an allen Rädern sind innenbelüftete Scheibenbremsen eingebaut, die einen Durchmesser von 345 mm (vorne) bzw. 328 mm (hinten) haben. Auf die Felgen sind Reifen der Dimension 245/40 R18 bzw. 275/35 R18 aufgezogen.

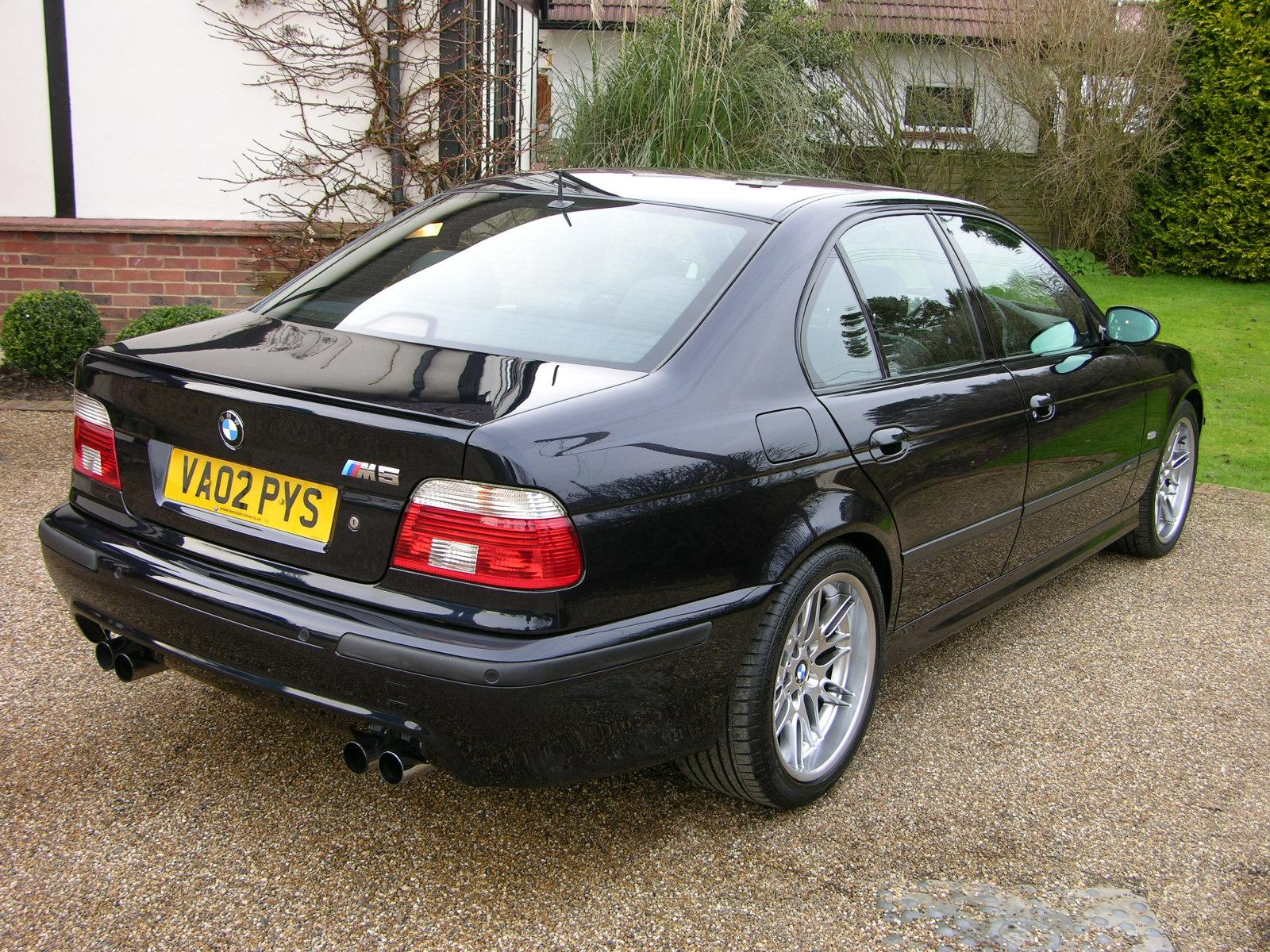
Heckansicht
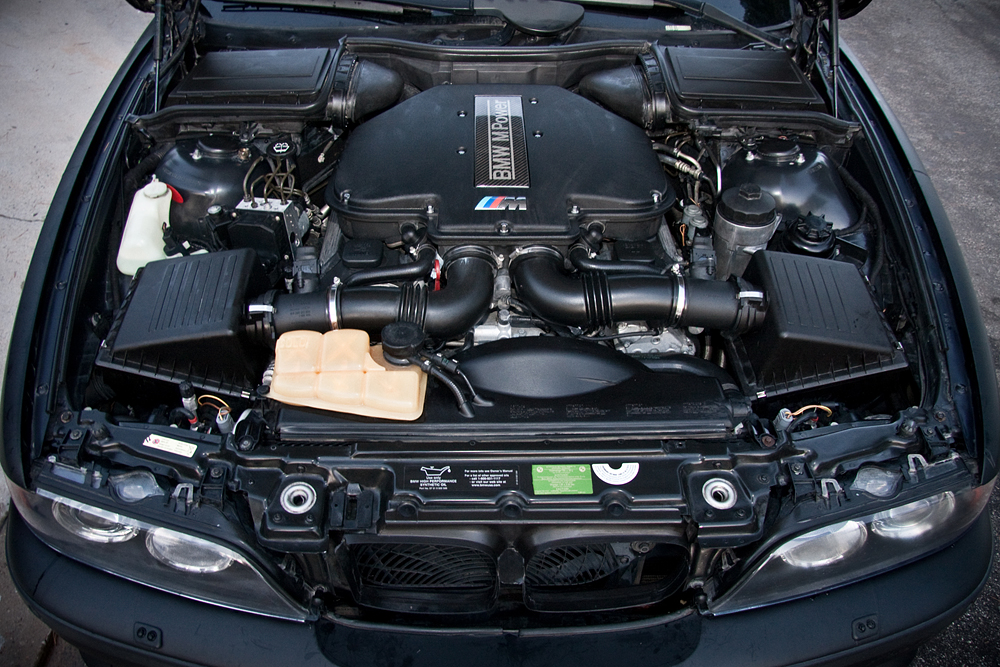
Motorraum
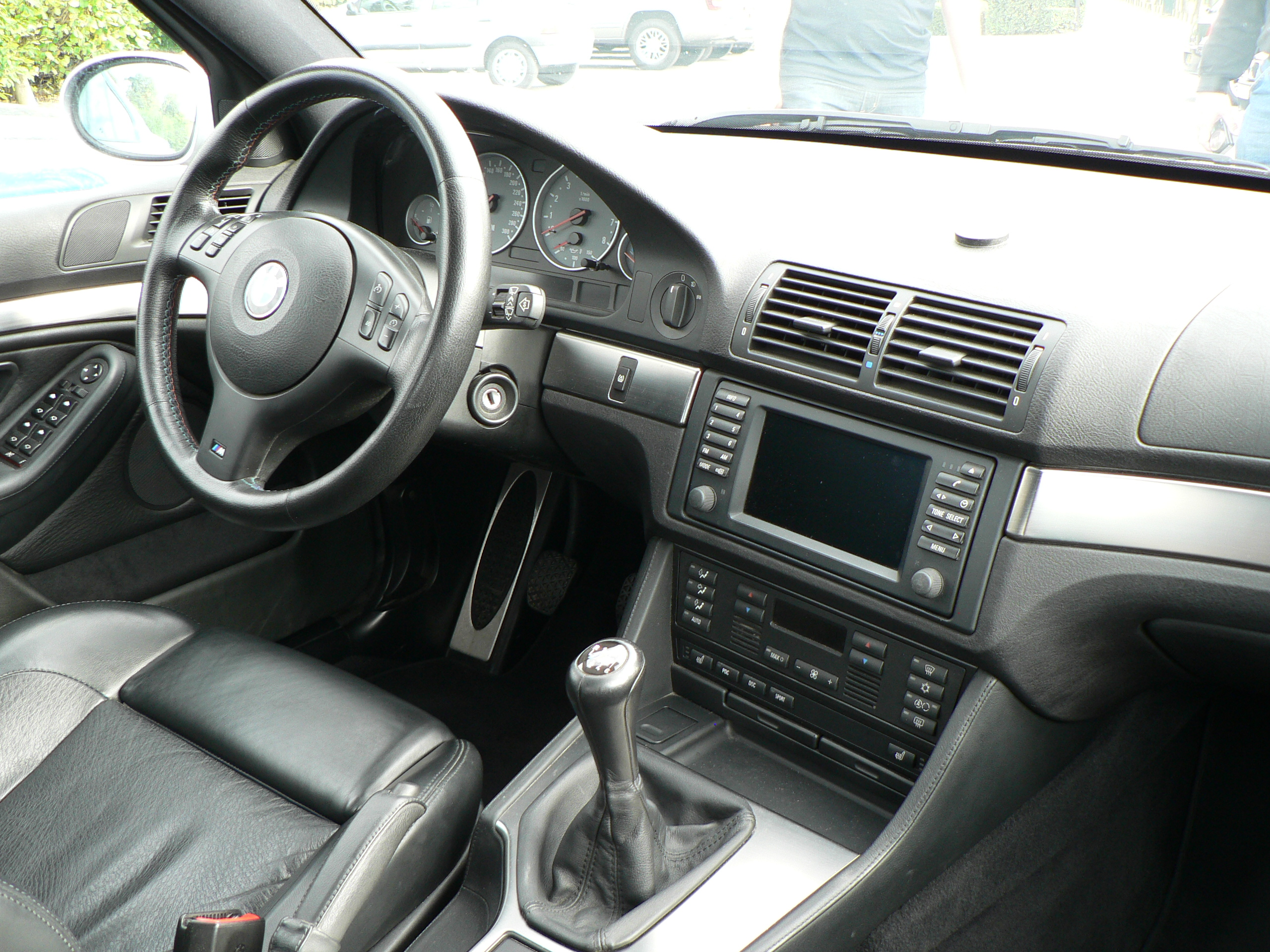
Cockpit

### Technische Daten
| Bauform   | Bauzeit   | Stückzahl | Motorenbaureihe | Hubraum  | Motorbauart/ Ventile | max. Leistung                  | max. Drehmoment       | Beschleunigung, 0–100 km/h | Höchstgeschwindigkeit, vmax (1) | Bereifung vorn | Bereifung hinten | Kraftstoffverbrauch auf 100 km | Gewicht |
| --------- | --------- | --------- | --------------- | -------- | -------------------- | ------------------------------ | --------------------- | -------------------------- | ------------------------------- | -------------- | ---------------- | ------------------------------ | ------- |
| Limousine | 1998–2003 | 20 482    | S62B50          | 4941 cm³ | V8/32V               | 294 kW (400 PS) bei 6600 min−1 | 500 Nm bei 3800 min−1 | 5,3 s                      | 250 km/h                        | 245/40R18      | 275/35R18        | (21,1 l / 9,8 l) 13,9 l S98    | 1795 kg |

## M5 (E60/E61, 2005–2010)
Der M5 auf der Basis des E60 wurde formal erstmals als seriennahes Konzeptfahrzeug BMW Concept M5 auf dem Genfer Auto-Salon 2004 präsentiert und das Serienfahrzeug folgte auf der Mondial de l’Automobile desselben Jahres.
Ab März 2007 war das überarbeitete Modell erhältlich (LCI). BMW änderte unter anderem die Türverkleidungen, Favoritentasten für das iDrive, LED-Rückleuchten und modifizierte die Scheinwerfer mit Tagfahrlicht über die Corona-Ringe. Ebenfalls ab März 2007 war der M5, wie schon zuvor der E34, auch als Kombi erhältlich (E61), bei BMW „Touring“ genannt, der auf dem 77. Genfer Auto-Salon 2007 erstmals gezeigt wurde.
Bis zur offiziellen Markteinführung des M5 Touring wurden 50 Vorserienfahrzeuge produziert. Das erste Vorserienfahrzeug des M5 Touring lief bereits am 1. Dezember 2005 vom Band.
Ohne weitere Extras kostete die M5 Limousine in Deutschland (UVP) ca. 94.700 € und als Kombi 97.200 € (Stand: September 2009).
Im Sommer 2010 wurde die Produktion des M5 (E60/61) eingestellt. In fünf Jahren wurden 19.523 Limousinen und 1025 Touring produziert und ausgeliefert. Damit ist die vierte Generation des M5 die bisher absatzstärkste.
Der M5 Touring E61 war bis zur Einführung des M5 Touring (G99) im August 2024 das letztgebaute M5-Touringmodell und ist eines der am wenigsten gebauten BMW-Serienmodelle.

### Technik
Das Fahrzeug hat einen neu entwickelten, hochdrehenden V10-Motor Typ S85 mit einer maximalen Leistung von 373 kW (507 PS). Der Motor wird erst bei 8250/min abgeregelt. Die Motorblöcke stellte die Formel-1-Gießerei in Landshut her
Der M5 hat ein neu entwickeltes automatisiertes 7-Gang-Schaltgetriebe („7-Gang SMG Drivelogic“). Das neue SMG („Sequentielles M-Getriebe“) wechselt im Sportmodus die Gänge um 20 Prozent schneller als noch im BMW M3 (E46). Das Fahrzeug kann in 4,7 s von 0 auf 100 km/h beschleunigen und in 13,9 s von 0 auf 200 km/h, die Höchstgeschwindigkeit wird bei 250 km/h elektronisch abgeregelt. Mit dem M-Drivers-Package werden 305 km/h erreicht. In den USA wurde der M5 ab Modelljahr 2007 auch mit dem 6-Gang-Schaltgetriebe aus dem 550i angeboten. Der 5-Liter-Motor verbraucht durchschnittlich 14,8 l pro 100 km bei einer CO2-Emission von 357 g/km.
Das M-Sportfahrwerk mit einer Leichtbau-Integral-Hinterachse hat drei wählbare Programme (Komfort, Normal, Sport). Das iDrive-Menü bietet darüber hinaus drei Motorprogramme, die auch mit der M-Taste am Lenkrad anwählbar sind, zur Auswahl: P400, P500 und P500 Sport. Bei P400 ist die maximale Motorleistung auf ca. 294 kW (400 PS) begrenzt, P500 bietet die volle Leistung, P500 Sport lässt dazu die Drosselklappen spontaner öffnen und verkürzt die Gangwechselzeiten. Eine Taste zur Aufhebung der Motorleistungsbegrenzung ist auch in der Wählhebelabdeckung vorhanden.

### Ausstattung
Von anderen Modellen der 5er-Reihe unterschied sich der M5 im Wesentlichen durch:
- den Tacho (weiße Hintergrundbeleuchtung, Skala der Geschwindigkeit bis 330 km/h sowie Drehzahlfeld bis 9000/min)
- den Power-Knopf neben dem Schaltknauf, der durch die Motorsteuerung die volle Motorleistung von 373 kW (507 PS) statt 294 kW (400 PS) zur Verfügung stellt
- die spezifische M5-Front- und Heckschürze
- um 25 mm verbreiterte Kotflügel vorne
- keine Nebelscheinwerfer
- die vier Endschalldämpfer mit beidseitig je zwei 80 mm dicken Endrohren aus rostfreiem Stahl[22]
- M-Seitenspiegel
- M-Sportsitze mit geprägtem M-Emblem in den Kopfstützen (optional Komfortsitze verfügbar)[22]
- M Einstiegsleisten mit Schriftzug „M5“[22]
- Sportlenkrad mit M-Knopf und Schaltwippen
- 19-Zoll-Leichtmetallräder im M-Design (Typ M166 oder M167)[22]
- M-Sportfahrwerk mit 3-stufigem EDC (EDC = Electronic Damper Control – elektronisch härteverstellbare Stoßdämpfer)
- die M5-Kiemen in beiden Kotflügeln vorne
- den optionalen M-Heckspoiler (nur Limousine)
- die Fahrzeugbatterie mittig in der Kofferraumwanne
- die gelochten Compoundbremsscheiben vorn und hinten[22]
- die Bereifung mit größerem Abrollumfang[22]

Zur Serienausstattung gehörte unter anderem:
- Lederausstattung Merino mit erweitertem Umfang (5-Lederfarben im Standardprogramm wählbar: Silverstone 2, Sepang-Bronze/Hell, Schwarz, Portland/Natur-Braun und Indianapolis Rot)
- Alarmanlage
- M-Differenzialsperre
- Dachhimmel anthrazit
- Head-Up Display mit alternativ wählbarer M-Darstellung (optional für manche Länder)
- Adaptives Kurvenlicht
- erweiterte Klimaautomatik

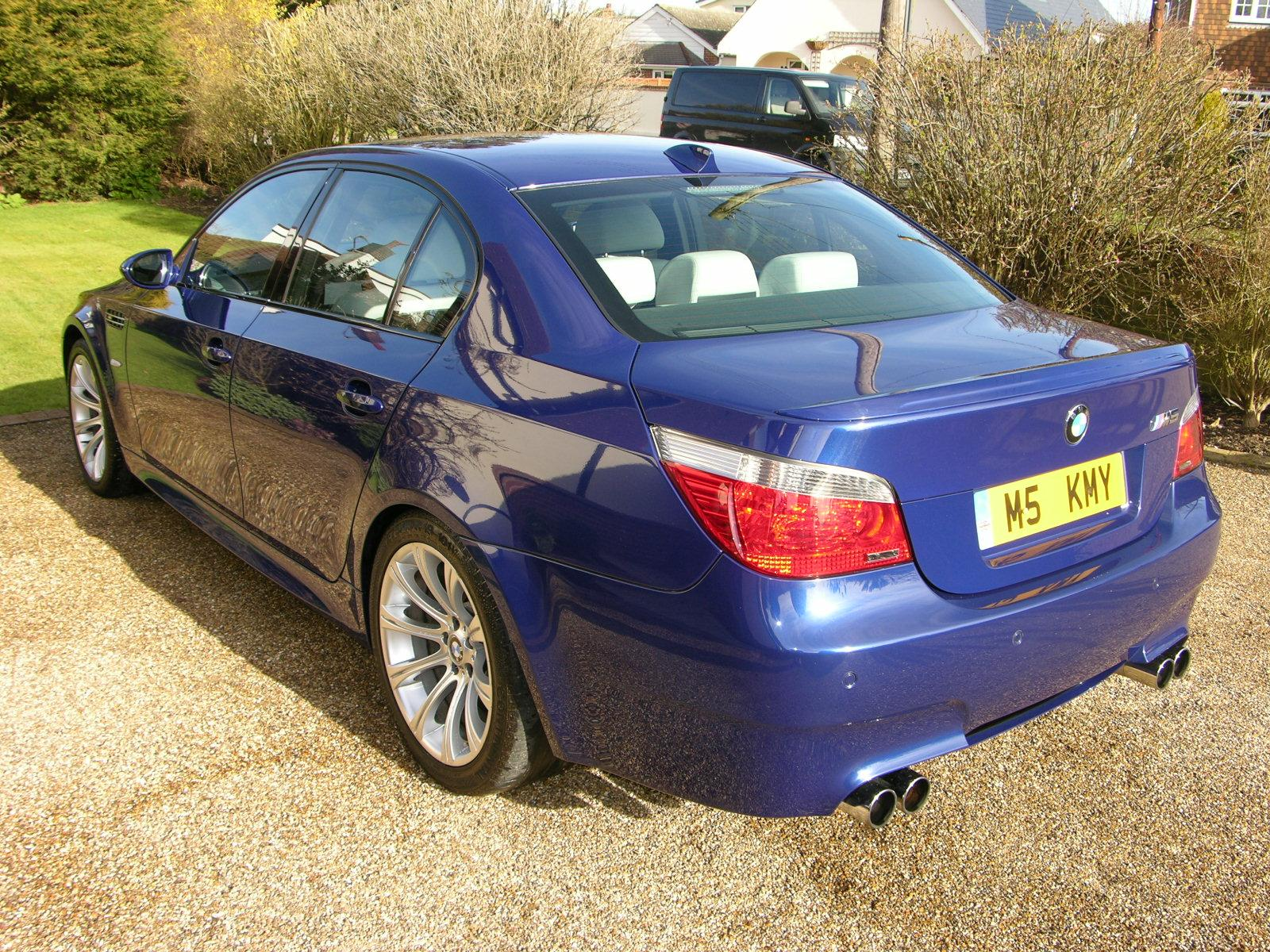
Heckansicht
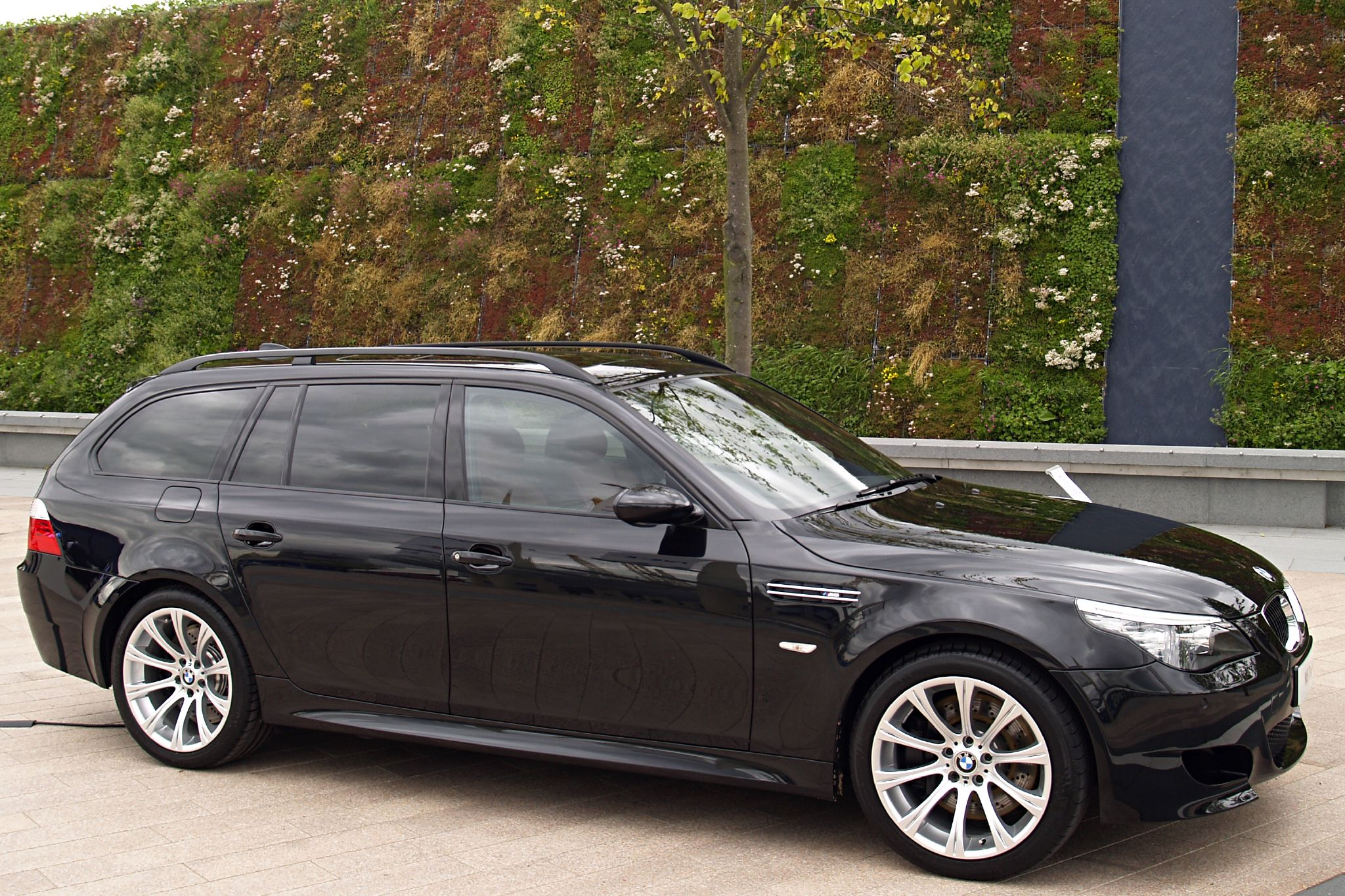
BMW M5 Touring
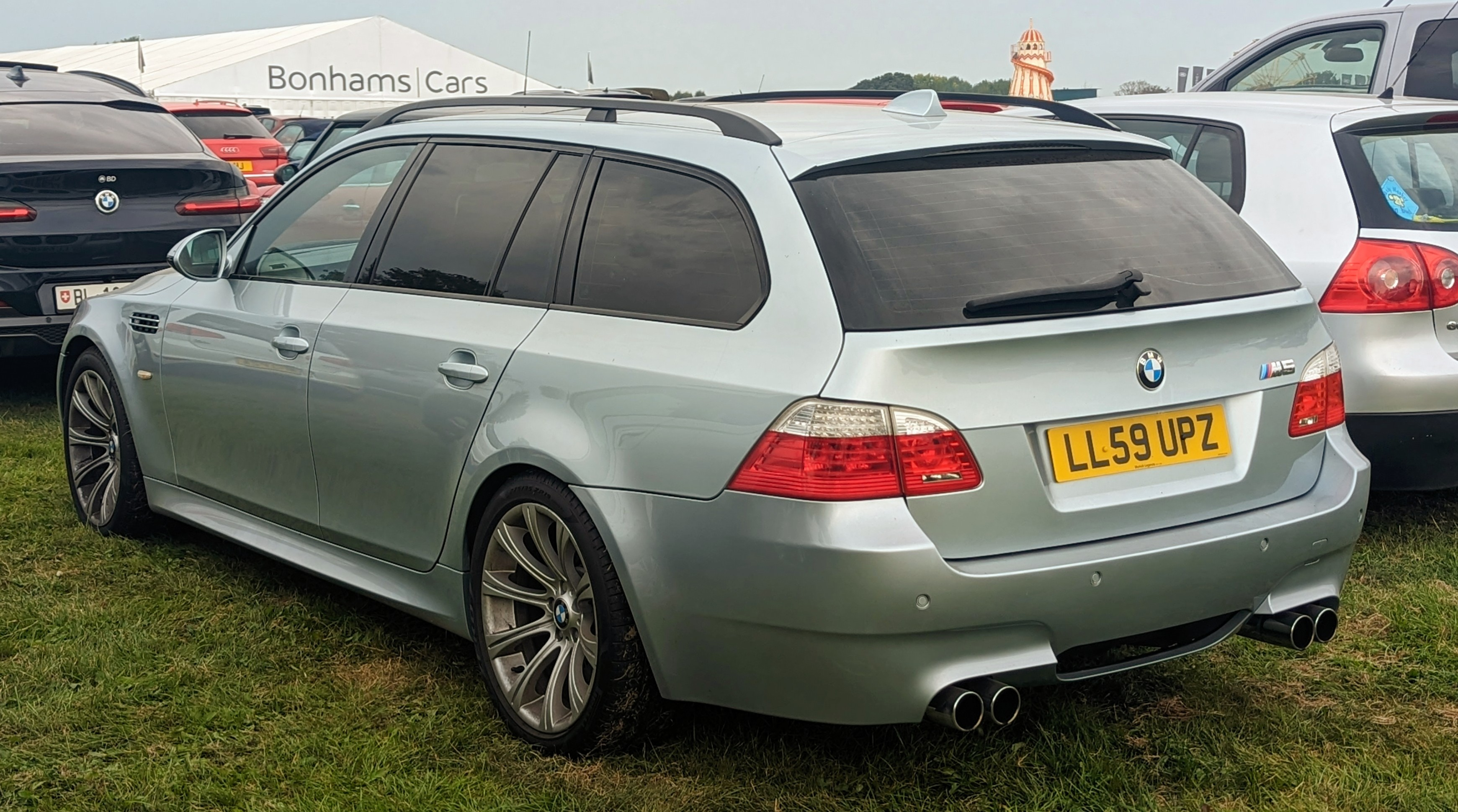
Heckansicht

### Technische Daten
| Bauform   | Bauzeit   | Stückzahl | Motorenbaureihe | Hubraum  | Motorbauart/ Ventile | max. Leistung                  | max. Drehmoment       | Beschleunigung, 0–100 km/h | Höchstgeschwindigkeit, vmax | Bereifung vorn | Bereifung hinten | Räder vorn   | Räder hinten | Kraftstoffverbrauch auf 100 km          | Gewicht |
| --------- | --------- | --------- | --------------- | -------- | -------------------- | ------------------------------ | --------------------- | -------------------------- | --------------------------- | -------------- | ---------------- | ------------ | ------------ | --------------------------------------- | ------- |
| Limousine | 2005–2010 | 19523     | S85B50          | 4999 cm³ | V10/40V              | 373 kW (507 PS) bei 7750 min−1 | 520 Nm bei 6100 min−1 | 4,7 s                      | 250 km/h (1) / 305 km/h (2) | 255/40ZR19     | 285/35ZR19       | 8,5Jx19 ET12 | 9,5Jx19 ET28 | (22,7 l / 10,2 l) 14,8 l (SuperPlus 98) | 1855 kg |
| Touring   | 2007–2010 | 1025 (3)  | S85B50          | 4999 cm³ | V10/40V              | 373 kW (507 PS) bei 7750 min−1 | 520 Nm bei 6100 min−1 | 4,8 s                      | 250 km/h (1) / 305 km/h (2) | 255/40ZR19     | 275/35ZR19       | 8,5Jx19 ET12 | 9,0Jx19 ET17 | (22,4 l / 10,6 l) 15,0 l (SuperPlus 98) | 1955 kg |

- Linkslenker[23] = Typ PV91: 803 Einheiten weltweit, davon 302 Auslieferungen in Deutschland, Fahrgestellnummern: CT93000 - … CT93802
- Rechtslenker[24] = Typ PV92: 222 Einheiten, Fahrgestellnummern: CX03000 - … CX03221

## M5 (F10, 2011–2016)
Der BMW M5 (F10) wurde auf formal der Internationalen Automobil-Ausstellung 2011 in Frankfurt erstmals gezeigt, zuvor wurde er am M Festival im Juli 2011 am Nürburgring vorgestellt und war nur als Limousine mit Hinterradantrieb bestellbar. 2013 erhielt das Fahrzeug ein Facelift und ab diesem Zeitpunkt wurde auch das Competition-Paket angeboten. Im Jahr 2014 erschien das Sondermodell „30 Jahre M5“.

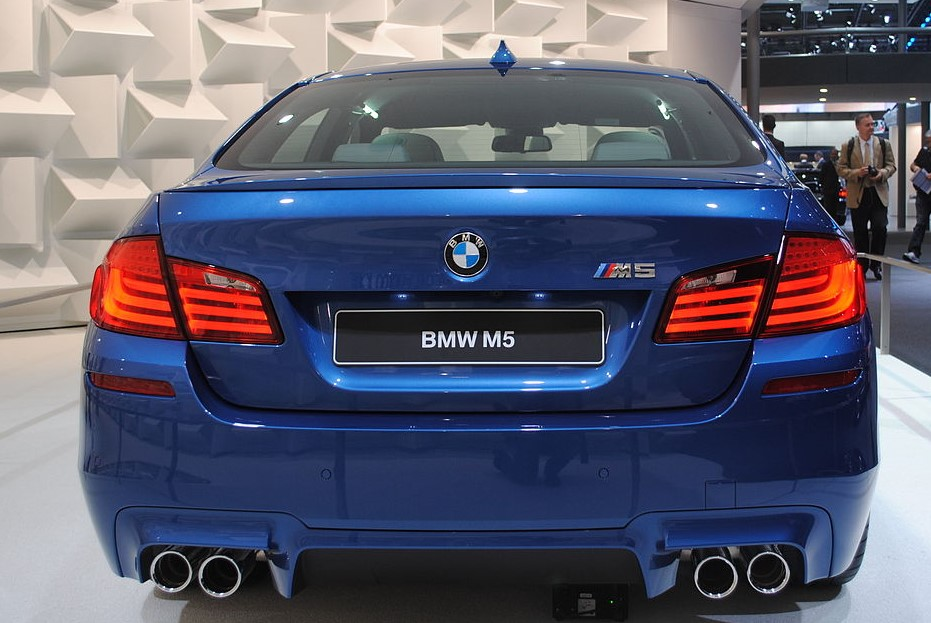
M5 (F10) Heckansicht

### Motor
Der M5 wird von dem neuentwickelten V8-Motor mit „M-TwinPower-Turbo-Technik“, bestehend aus einer Twin-Scroll-Doppelturbo-Aufladung, einem zylinderbankübergreifenden Abgaskrümmer, der Benzin-Direkteinspritzung („High-Precision-Injection“) und der vollvariablen Ventilsteuerung („Valvetronic“) angetrieben. Der Motor bietet eine Höchstleistung von 412 kW (560 PS) bei 6000 bis 7000 min−1 sowie ein maximales Drehmoment von 680 Newtonmetern zwischen 1500 und 5750 min−1. Dieser M5 war somit das bis dahin leistungsstärkste serienmäßig hergestellte Modell von BMW bzw. der BMW M GmbH. Erst 2014 wurde mit dem „30 Jahre M5“-Modell die maximale Leistung auf 441 kW (600 PS) gesteigert.
Über die fünf vorangegangenen Generationen des BMW M5 hinweg hatte sich somit die maximale Motorleistung vom ersten M5 mit 210 kW (286 PS) auf nun 412 kW (560 PS) fast verdoppelt. Auch das maximale Drehmoment hatte sich von 340 Nm beim ersten Modell auf 680 Nm verdoppelt.
So hatte der Vorgänger einen 10-Zylinder-Motor mit fünf Litern Hubraum, welcher bis 8250 min−1 drehen konnte, während im F10-M5 ein 4,4 Liter großer V8-Motor mit Biturbo-Technik arbeitet, der seine Höchstleistung von 6000 min−1 bis 7000 min−1 abgibt. Die BMW M GmbH begründete diesen Konzeptwechsel beim BMW M5 damit, dass einem turbo-aufgeladenen Ottomotor derzeit weit größere Möglichkeiten hinsichtlich der Effizienz- und Leistungssteigerung zugebilligt werden als dem bisherigen Saugmotor-Prinzip. Um einen Saugmotor leistungsmäßig adäquat zu entwickeln, würden größere Anstrengungen und damit weitaus höhere Investitionen nötig, als dies bei einem Turbo-Motor der Fall wäre. Die Herstellerangaben bei Verbrauch und CO2 liegen um mehr als 30 Prozent unter denen des Vorgängers trotz erhöhtem Fahrzeuggewicht.
Das maximale Drehmoment liegt gleichbleibend zwischen 1500 und 5750 min−1 an. Ebenfalls geradlinig ist so auch die Leistungsabgabe von maximal 412 kW (560 PS), die konstant zwischen 6000 und 7000 min−1 anliegt. Somit ist der für dynamische Beschleunigungsvorgänge nutzbare Drehzahlbereich zwischen dem Punkt, ab dem das maximale Drehmoment anliegt, und dem, ab dem die Höchstleistung anliegt, fast drei Mal so weit wie beim Vorgängermodell mit V10-Saugmotor.
Das Leergewicht des F10 ist etwa 100 Kilogramm höher als beim Vorgänger. Die Leistungssteigerung um rund zehn Prozent (412 kW statt 373 kW) hat damit hinsichtlich des Leistungsgewichts keine signifikante Verbesserung ergeben (4,7 zu bisher 5,0 kg pro kW).

### M5 Competition
Ab September 2013 war der M5 auch in Verbindung mit dem optionalen, aufpreispflichtigen „Competition“-Paket lieferbar; die maximale Leistung steigt durch das Anheben des Ladedrucks in den oberen Drehzahlbereichen um 11 kW (15 PS) auf 423 kW (575 PS) bei gleichbleibendem Normverbrauch. Das maximale Drehmoment von 680 Nm steht dabei in einem erweiterten Drehzahlbereich bis 6000 min−1 zur Verfügung. Im Paket enthalten ist unter anderem eine modifizierte Abgasanlage. Das Fahrwerk ist um weitere 10 Millimeter abgesenkt und mit einer sportlich-direkteren Lenkung ausgestattet. Äußerlich ist der BMW M5 Competition mit 20-Zoll-M-Leichtmetallrädern in Bicolor-Optik und Mischbereifung sowie schwarz verchromten Doppel-Endrohren der Sport-Abgasanlage zu erkennen.

### Technische Daten
| Modell           | Bauzeit         | Motoren- baureihe | Hubraum  | Motorbauart/ Ventile | max. Leistung                       | max. Drehmoment            | Beschleunigung, 0–100 km/h | Höchstgeschwindigkeit, vmax (1) | Bereifung vorn | Bereifung hinten | Kraftstoffverbrauch                   | Gewicht |
| ---------------- | --------------- | ----------------- | -------- | -------------------- | ----------------------------------- | -------------------------- | -------------------------- | ------------------------------- | -------------- | ---------------- | ------------------------------------- | ------- |
| M5               | 09/2011–12/2016 | S63T              | 4395 cm³ | V8/32V               | 412 kW (560 PS) bei 6000–7000 min−1 | 680 Nm bei 1500–5750 min−1 | 4,3 s                      | 305 km/h                        | 265/40ZR19     | 295/35ZR19       | (14,0 l / 7,6 l) 9,9 l (SuperPlus 98) | 1945 kg |
| M5 Competition   | 10/2012–12/2016 | S63T              | 4395 cm³ | V8/32V               | 423 kW (575 PS) bei 6000–7000 min−1 | 680 Nm bei 1500–6000 min−1 | 4,2 s                      | 305 km/h                        | 265/40ZR19     | 295/35ZR19       | (14,0 l / 7,6 l) 9,9 l (SuperPlus 98) | 1945 kg |
| M5 „30 Jahre M5“ | 05/2014–12/2016 | S63T              | 4395 cm³ | V8/32V               | 441 kW (600 PS) bei 6000–7000 min−1 | 700 Nm bei 1500–6000 min−1 | 3,9 s                      | 305 km/h                        | 265/40ZR19     | 295/35ZR19       | (14,0 l / 7,6 l) 9,9 l (SuperPlus 98) | 1945 kg |

## M5 (F90, 2017–2023)
Am 21. August 2017 wurde der M5 (Baureihencode F90) auf Basis des BMW G30 in Köln auf der Gamescom vorgestellt. Seine Öffentlichkeitspremiere auf einer Automesse fand im September 2017 wieder auf der Internationalen Automobil-Ausstellung in Frankfurt am Main statt, ausgeliefert wurde er ausschließlich als Limousine ab dem 31. März 2018 zu Preisen ab 117.900 Euro. Zum Marktstart war das auf 400 Exemplare limitierte, 137.400 Euro teure Sondermodell „M5 First Edition“ erhältlich.
Die Karosserie, u. a. mit spezieller Frontschürze, Dach aus kohlenstofffaserverstärktem Kunststoff (CFK), Heckdiffusor und kleinem Heckspoiler, weist anders als das G30-Serienmodell nicht die aerodynamischen Hilfe Air Breather hinter den vorderen Radhäusern auf.
Im Gegensatz zu den Vorgängermodellen hat der M5 erstmals Allradantrieb. Dieser wurde heckbetont und auf Fahrdynamik ausgelegt. Den Motor übernimmt die Limousine aus dem Vorgängermodell. Mit einer maximalen Leistung von 441 kW (600 PS) ist der neue M5 so stark wie die Sondermodelle „M5 Competition“ und „M5 30 Jahre M5“ des Vorgängermodells, das maximale Drehmoment liegt mit 750 Nm darüber. Als Getriebe kommt nun ein Achtgang-Wandlerautomatikgetriebe zum Einsatz. Von 0 auf 100 km/h beschleunigt die Limousine in 3,4 Sekunden, 200 km/h sind nach 11,1 Sekunden erreicht. Die Höchstgeschwindigkeit wird bei 250 km/h oder auf Wunsch bei 305 km/h elektronisch abgeregelt.
Trotz des schwereren Allradantriebs konnte BMW das Gewicht des neuen M5 um rund 15 kg senken.

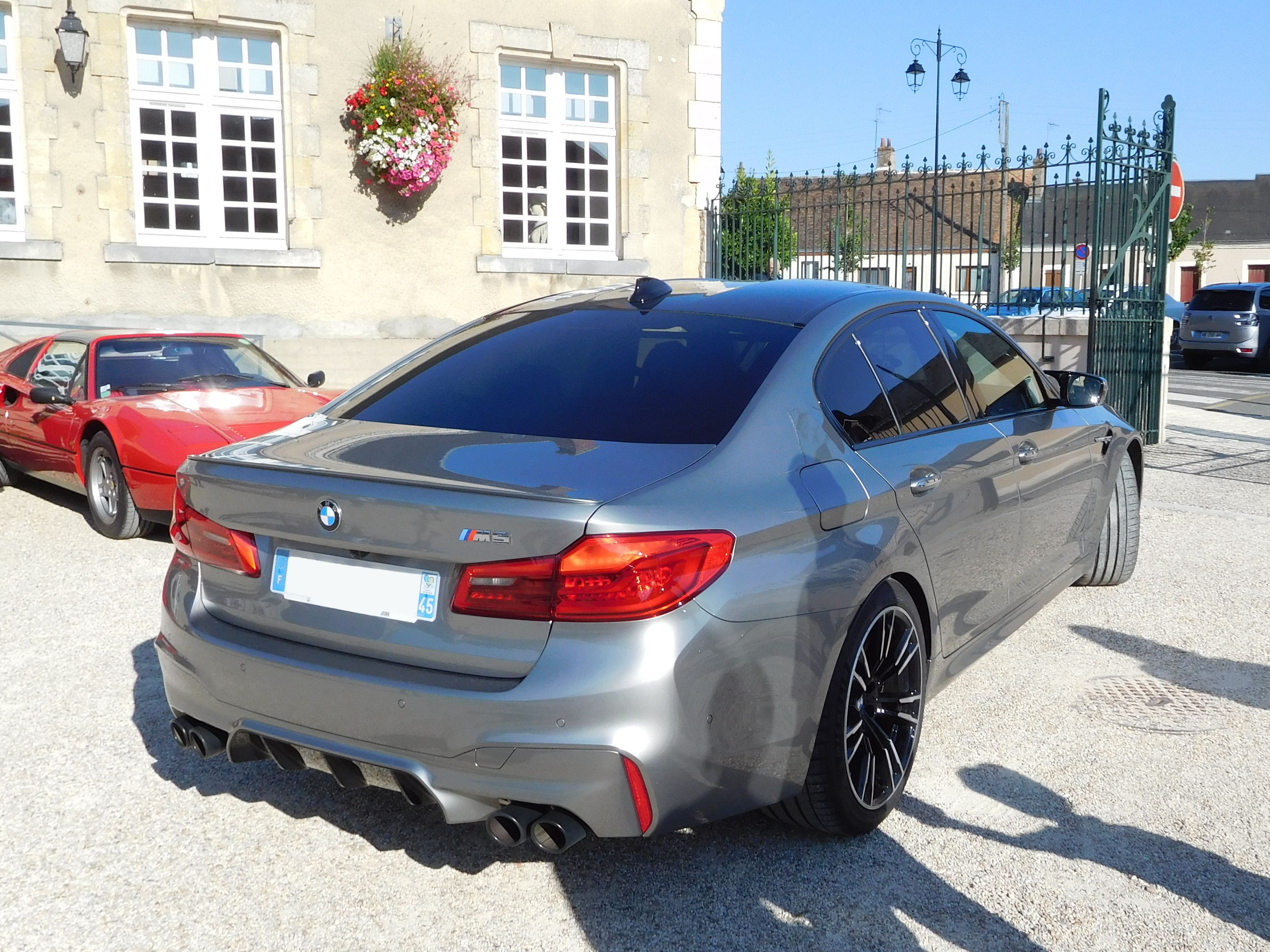
Heckseitenansicht
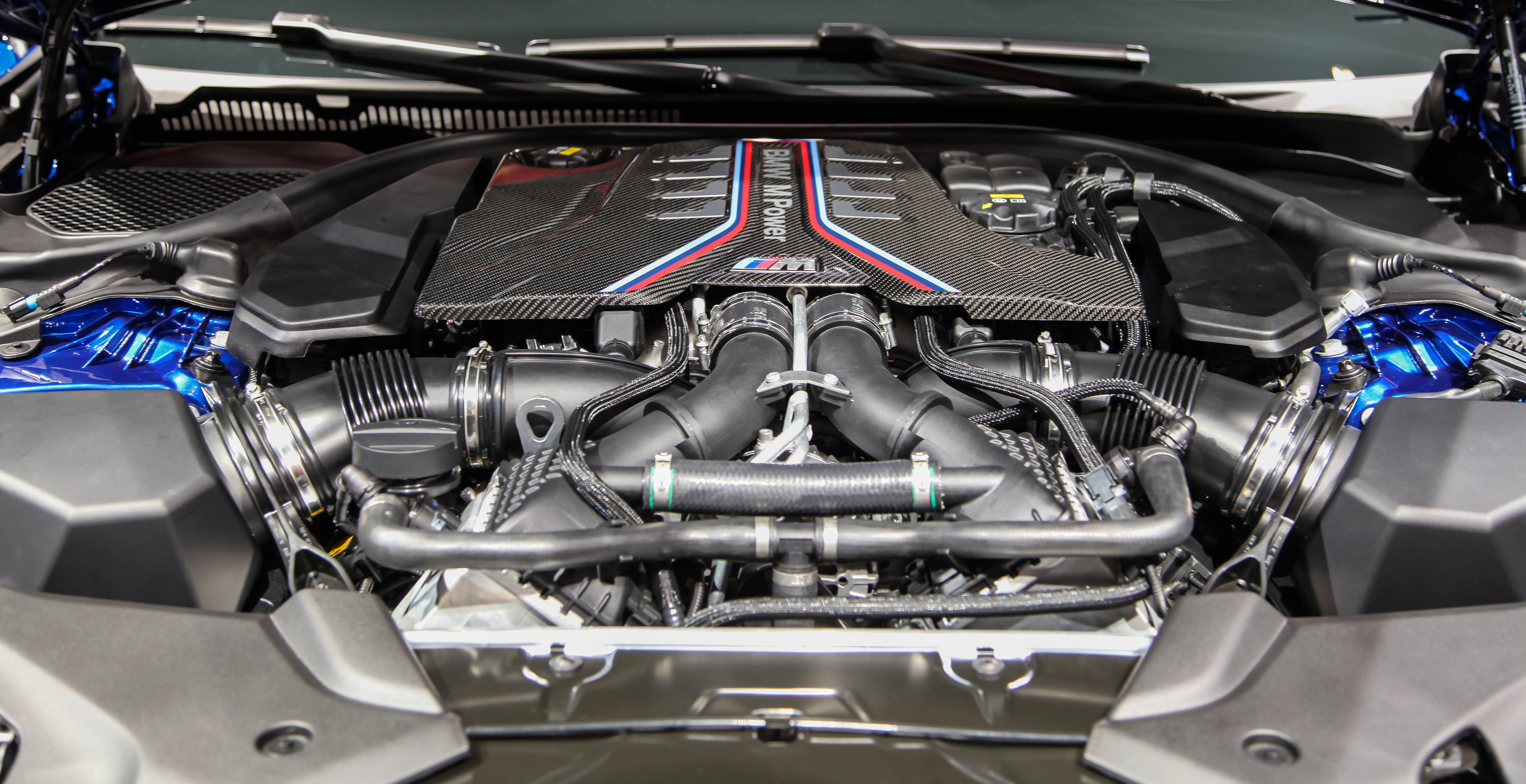
Motorraum
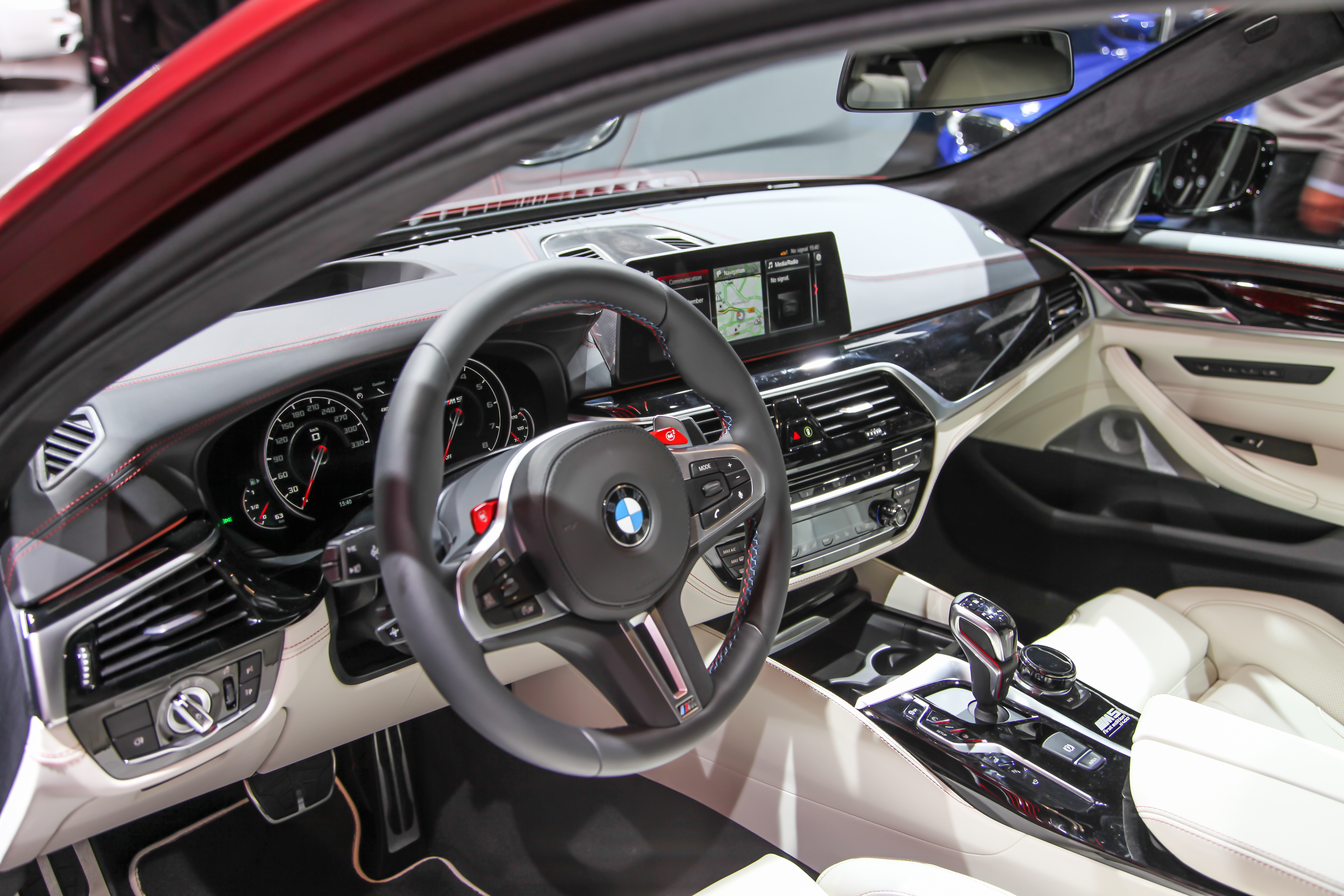
Innenraum

### M5 Competition
Ebenfalls Allradantrieb hat der im Sommer 2018 vorgestellte M5 Competition. Er stellt wieder eine leistungsgesteigerte Variante der Baureihe mit überarbeitetem Fahrwerk dar. Außerdem ist eine exklusive Lackierung für dieses Modell erhältlich. Die Fahrleistungen wurden bei leicht erhöhten Verbrauch geringfügig verbessert. Produktionsstart des M5 Competition war im Juli 2018.

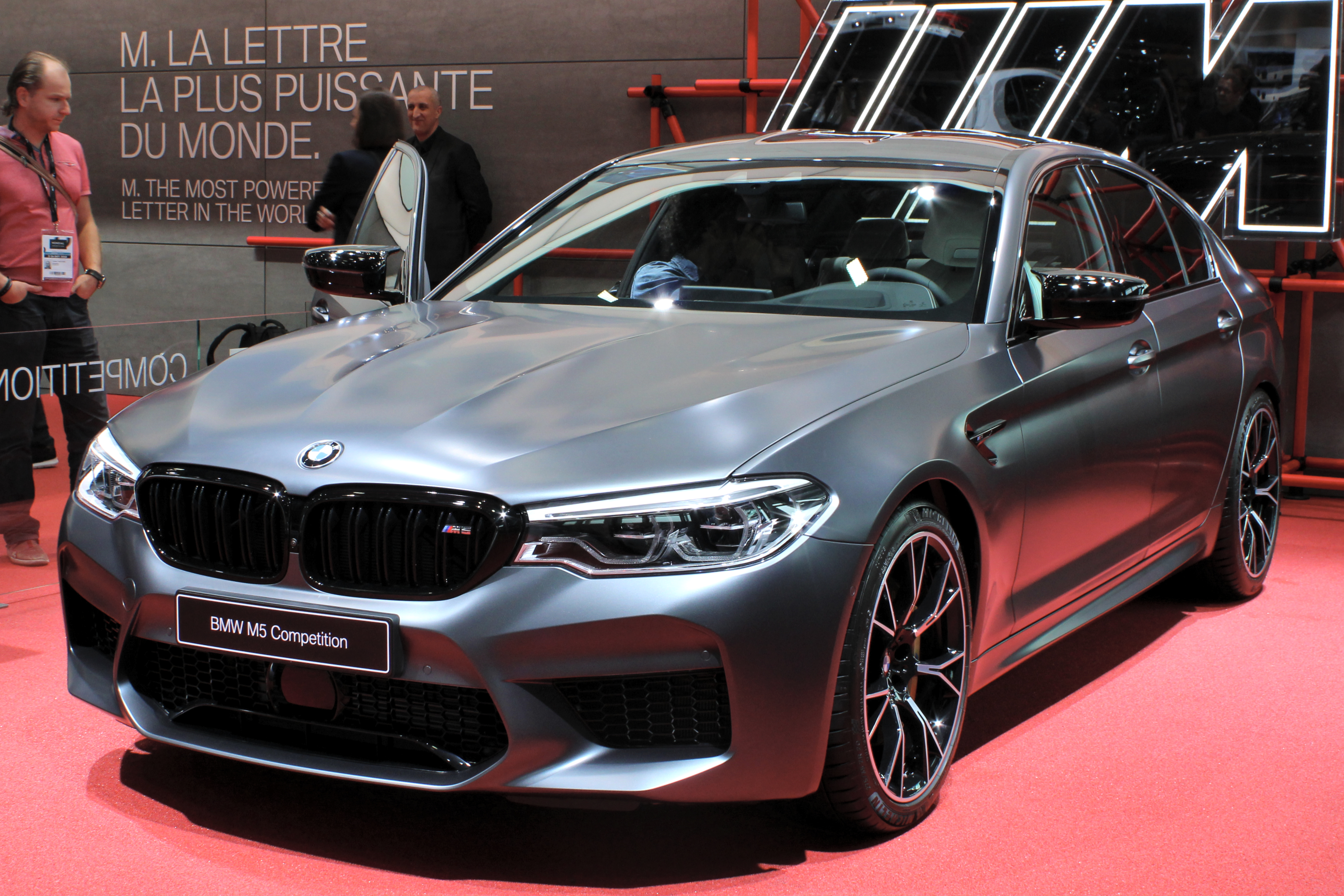
BMW M5 Competition auf der Mondial de l’Automobile 2018
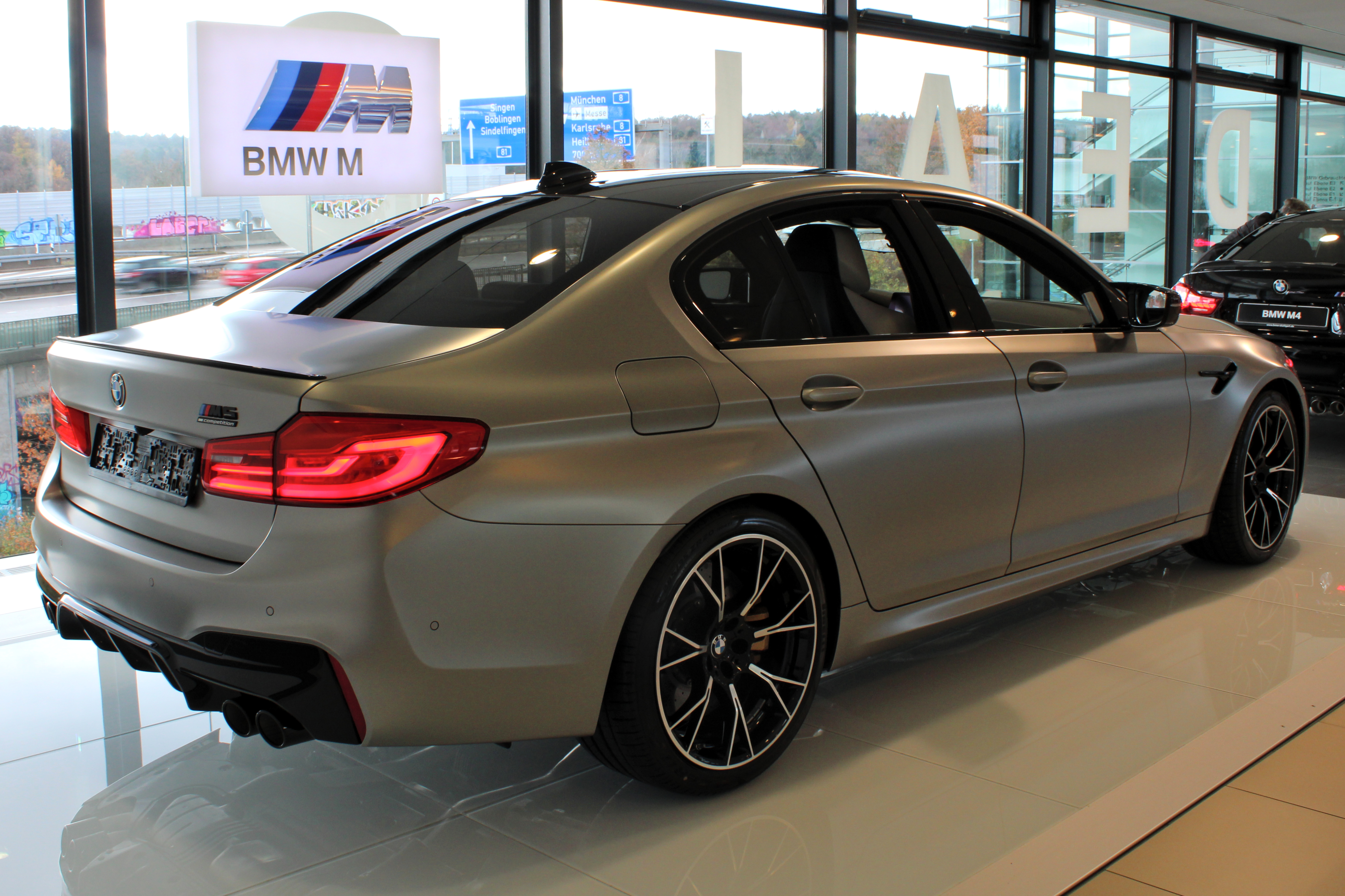
Heckansicht mit aktivem Rücklicht
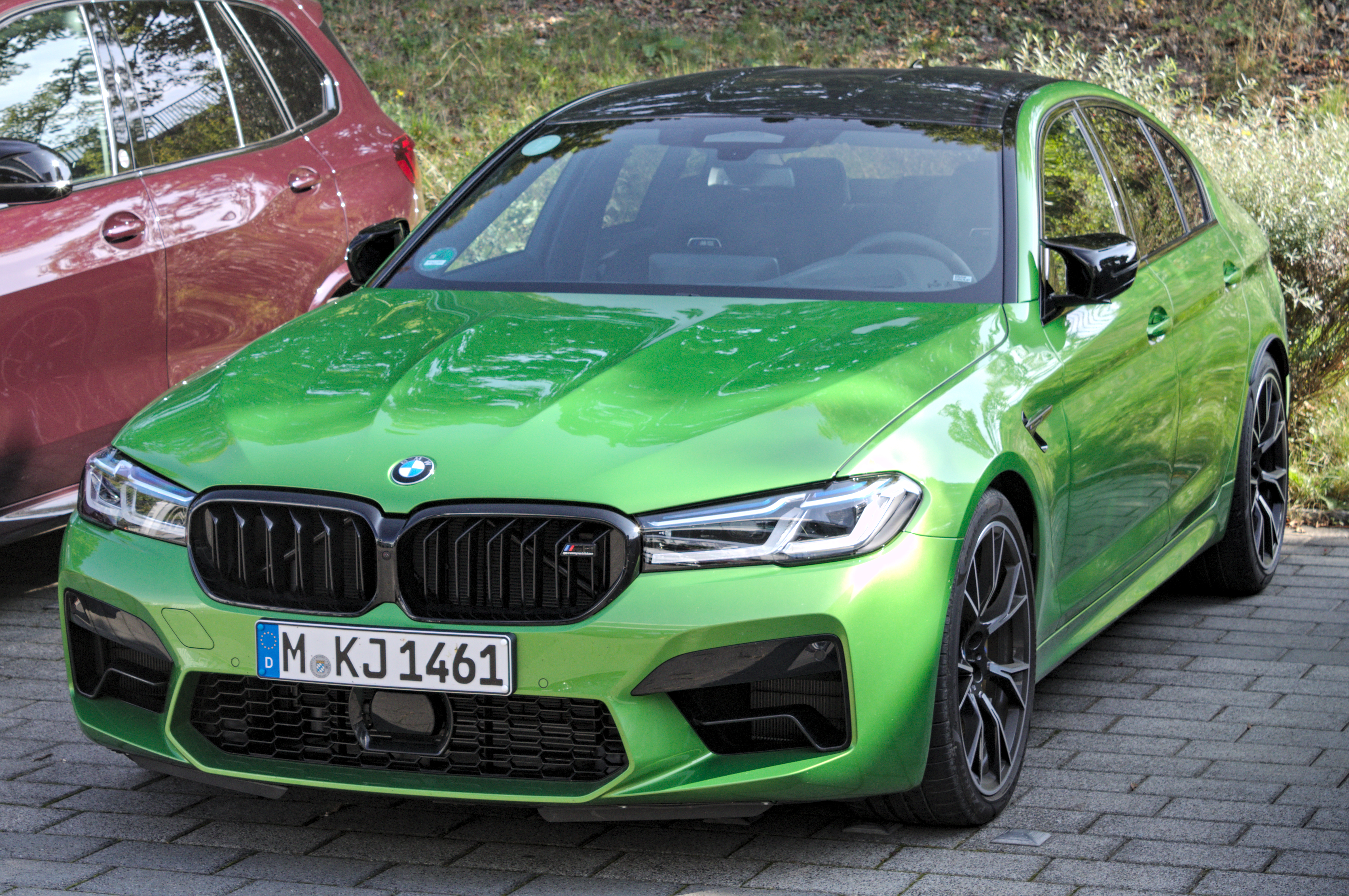
BMW M5 Competition (2020–2023)
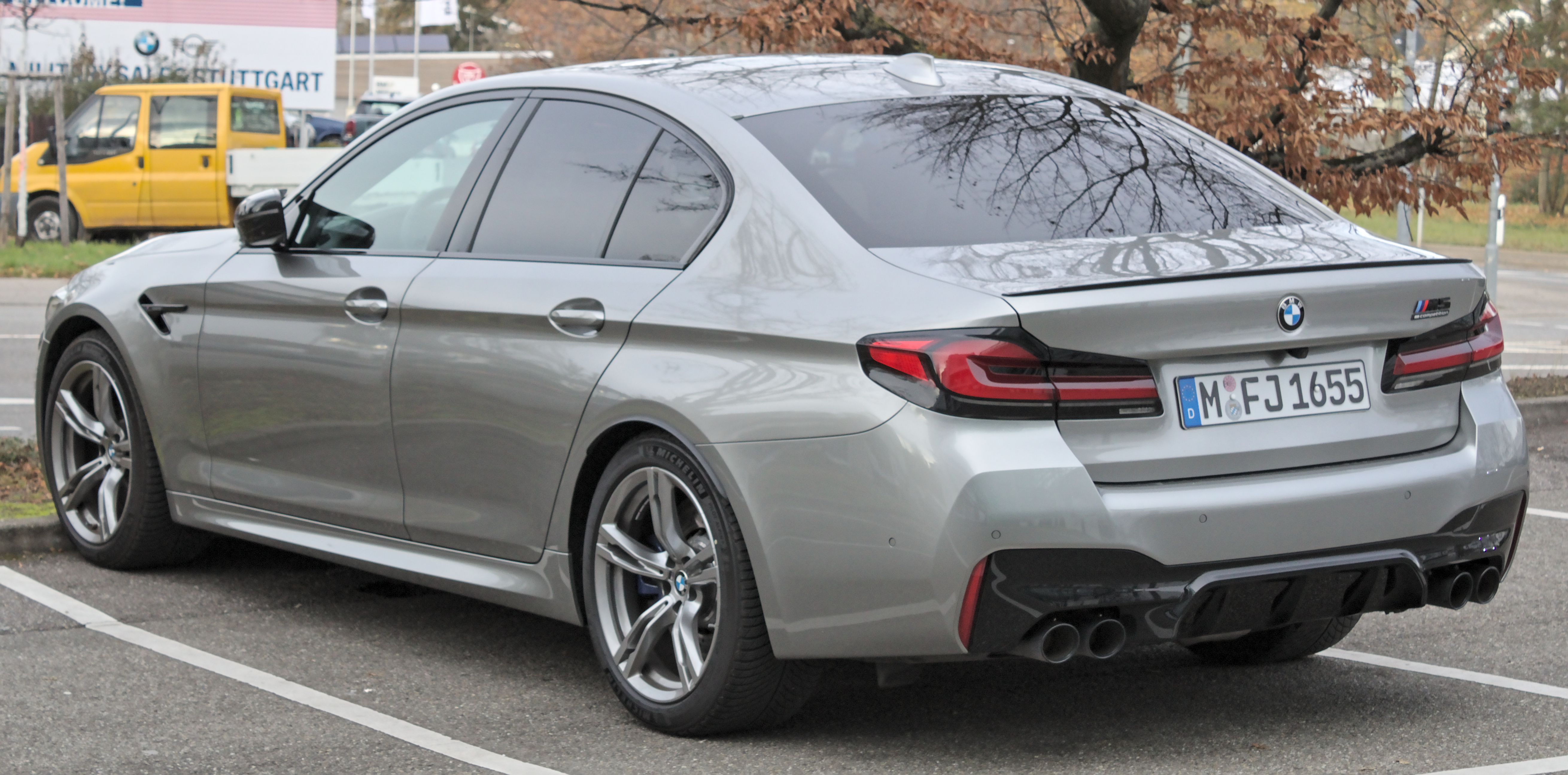
Heckansicht

### M5 CS
Im Januar 2021 präsentierte BMW den M5 CS (die Bezeichnung steht für Competition Sport). Die Motorleistung wird mit 467 kW (635 PS) angegeben, auf 100 km/h soll er in 3,0 Sekunden beschleunigen. Das Leergewicht konnte unter anderem durch Carbon-Teile, unter anderem Carbon-Schalensitze vorn, und eine reduzierte Dämmung auf 1900 kg gesenkt werden. 23 kg trägt die serienmäßige Karbon-Keramikbremsanlage dazu bei. Anfang 2022 wurde er nach rund einem Jahr Bauzeit und etwa 1100 Fahrzeugen wieder vom Markt genommen.

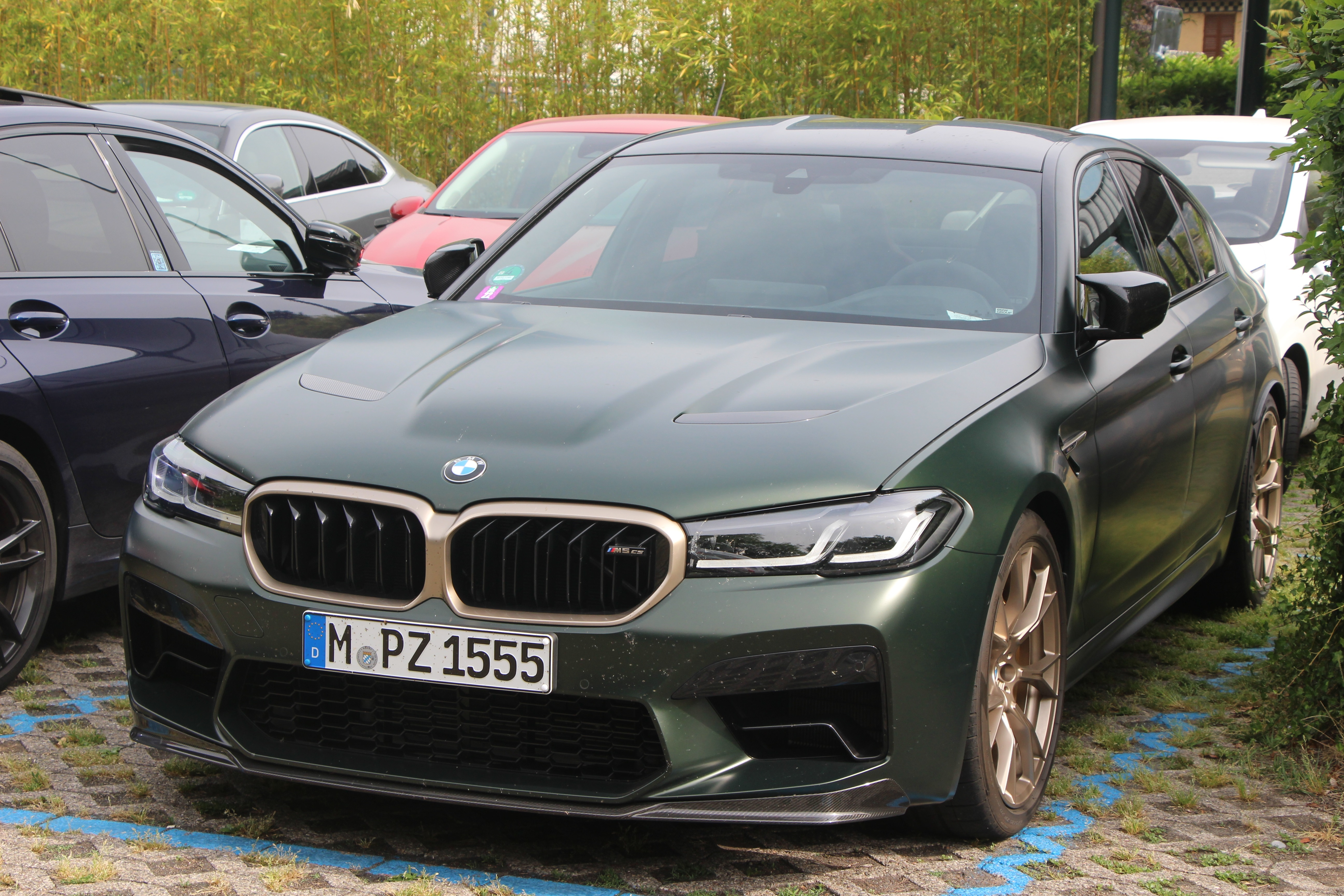
BMW M5 CS (2021–2022)
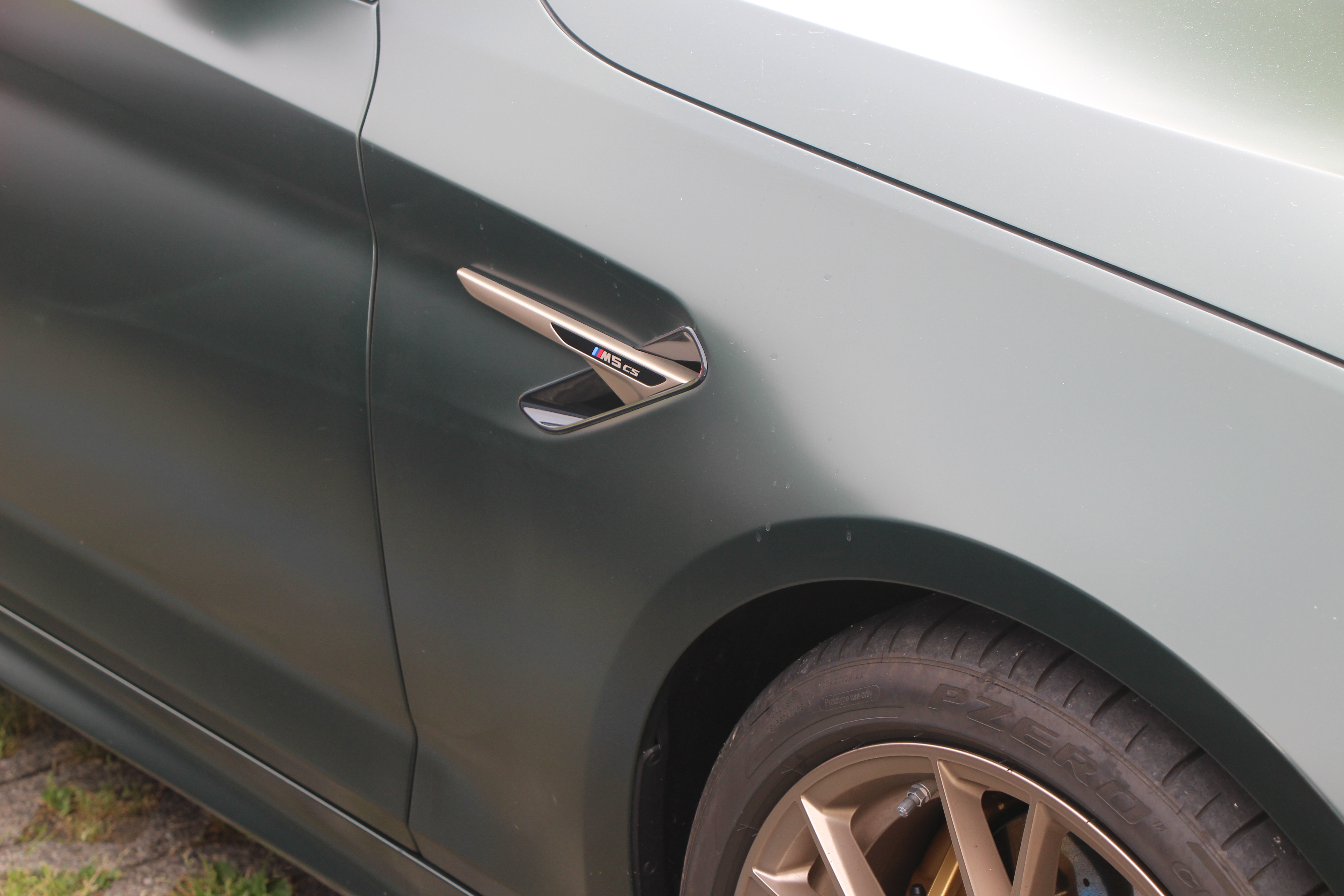
BMW M5 CS, seitlicher Luftauslass
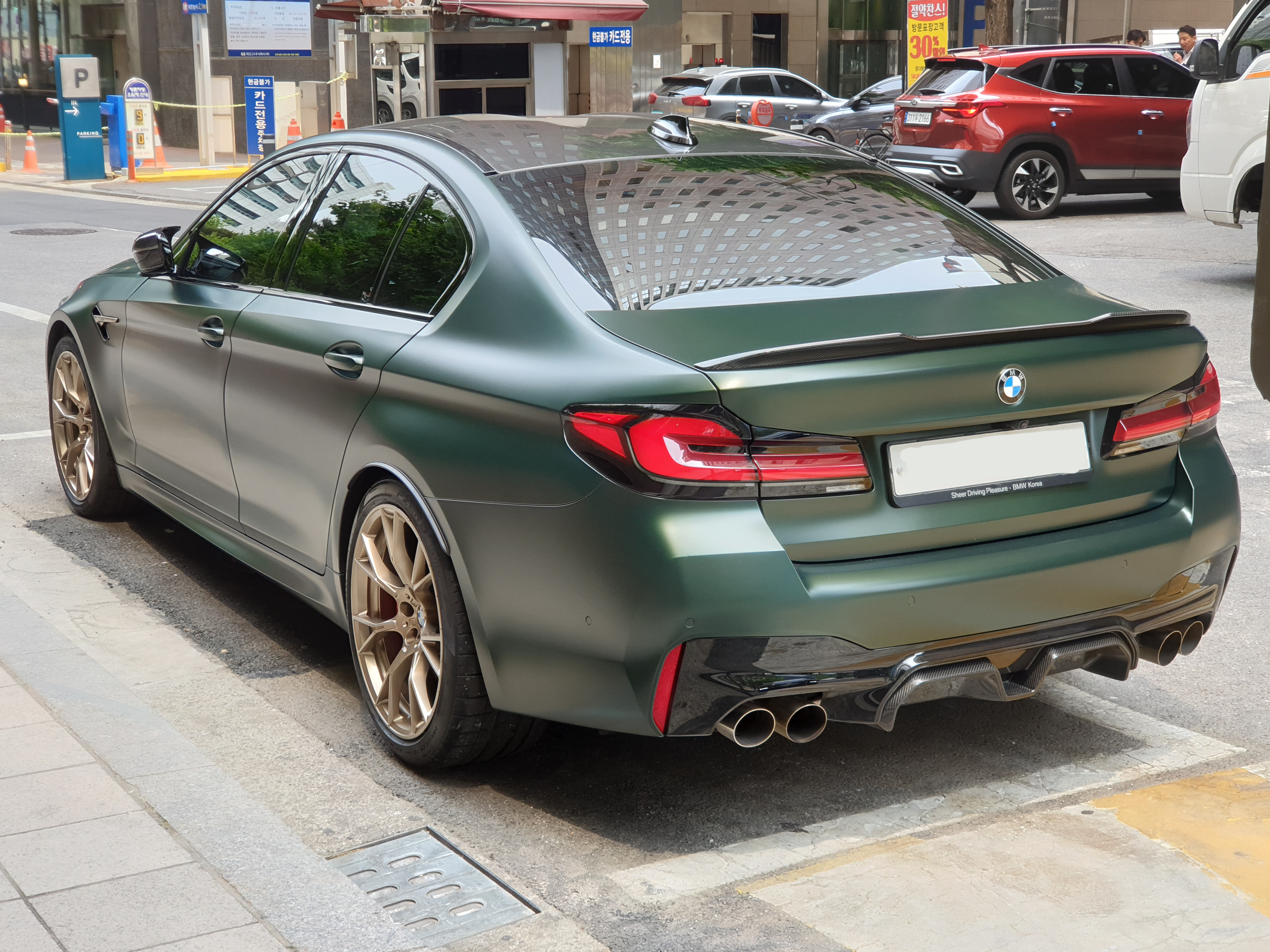
Heckansicht

### Technische Daten
| Modell         | Bauzeit         | Motorenbaureihe | Hubraum  | Motorbauart/ Ventile | max. Leistung                 | max. Drehmoment      | Beschleunigung, 0–100 km/h | Beschleunigung, 0–200 km/h | Höchstgeschwindigkeit, vmax (1) |
| -------------- | --------------- | --------------- | -------- | -------------------- | ----------------------------- | -------------------- | -------------------------- | -------------------------- | ------------------------------- |
| M5             | 12/2017–10/2023 | S63B44T4        | 4395 cm³ | V8/32                | 441 kW (600 PS) bei 5600–6700 | 750 Nm bei 1800–5600 | 3,4 s                      | 11,1 s                     | 250 km/h 305 km/h (2)           |
| M5 Competition | 07/2018–10/2023 | S63B44T4        | 4395 cm³ | V8/32                | 460 kW (625 PS) bei 6000      | 750 Nm bei 1800–5800 | 3,3 s                      | 10,8 s                     | 250 km/h 305 km/h (2)           |
| M5 CS          | 03/2021–01/2022 | S63B44T4        | 4395 cm³ | V8/32                | 467 kW (635 PS) bei 6000      | 750 Nm bei 1800–5950 | 2,9 s                      | 9,7 s                      | 305 km/h (2)                    |

| Modell         | Bauzeit         | Leistung        | Aufladung            | Gemischaufbereitung      | Ventilsteuerung      | Getriebe                   | Antrieb       | CO2-Emission, kombiniert | Kraftstoffverbrauch auf 100 km, kombiniert | Abgasnorm nach EU-Klassifikation        |
| -------------- | --------------- | --------------- | -------------------- | ------------------------ | -------------------- | -------------------------- | ------------- | ------------------------ | ------------------------------------------ | --------------------------------------- |
| M5             | 12/2017–10/2023 | 441 kW (600 PS) | zwei Abgasturbolader | Benzindirekteinspritzung | DOHC mit Valvetronic | 8-Stufen-Automatikgetriebe | Allradantrieb | 243–246 g/km             | 10,7–10,8 l Super                          | Euro 6 / Euro 6d-TEMP (3) / Euro 6d (4) |
| M5 Competition | 07/2018–10/2023 | 460 kW (625 PS) | zwei Abgasturbolader | Benzindirekteinspritzung | DOHC mit Valvetronic | 8-Stufen-Automatikgetriebe | Allradantrieb | 243–246 g/km             | 10,7–10,8 l Super                          | Euro 6d-TEMP / Euro 6d (4)              |
| M5 CS          | 03/2021–01/2022 | 467 kW (635 PS) | zwei Abgasturbolader | Benzindirekteinspritzung | DOHC mit Valvetronic | 8-Stufen-Automatikgetriebe | Allradantrieb | 258 g/km                 | 11,3 l Super                               | Euro 6d                                 |

Anmerkungen:

## M5 (G90/G99, seit 2024)
Die siebte Generation des M5 (Baureihencode G90) wurde am 26. Juni 2024 auf Basis des BMW G60 vorgestellt. Öffentlichkeitspremiere hatte sie Anfang Juli 2024 auf dem Goodwood Festival of Speed. Die Markteinführung erfolgte im November 2024. Erstmals seit 2010 wird auch wieder ein M5 Touring (Baureihencode G99) angeboten. Dessen Weltpremiere erfolgte am 15. August 2024.

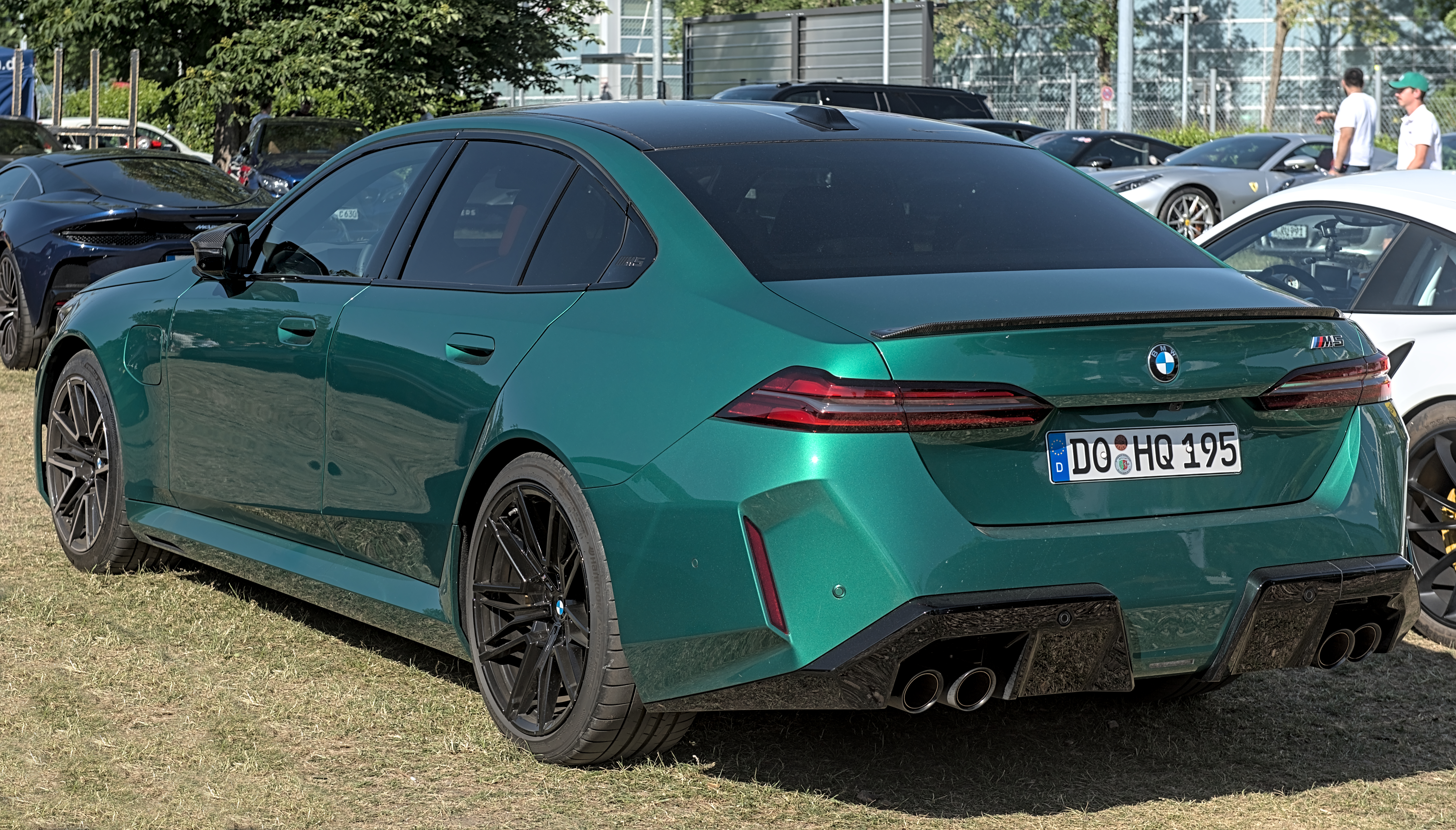
Heckansicht
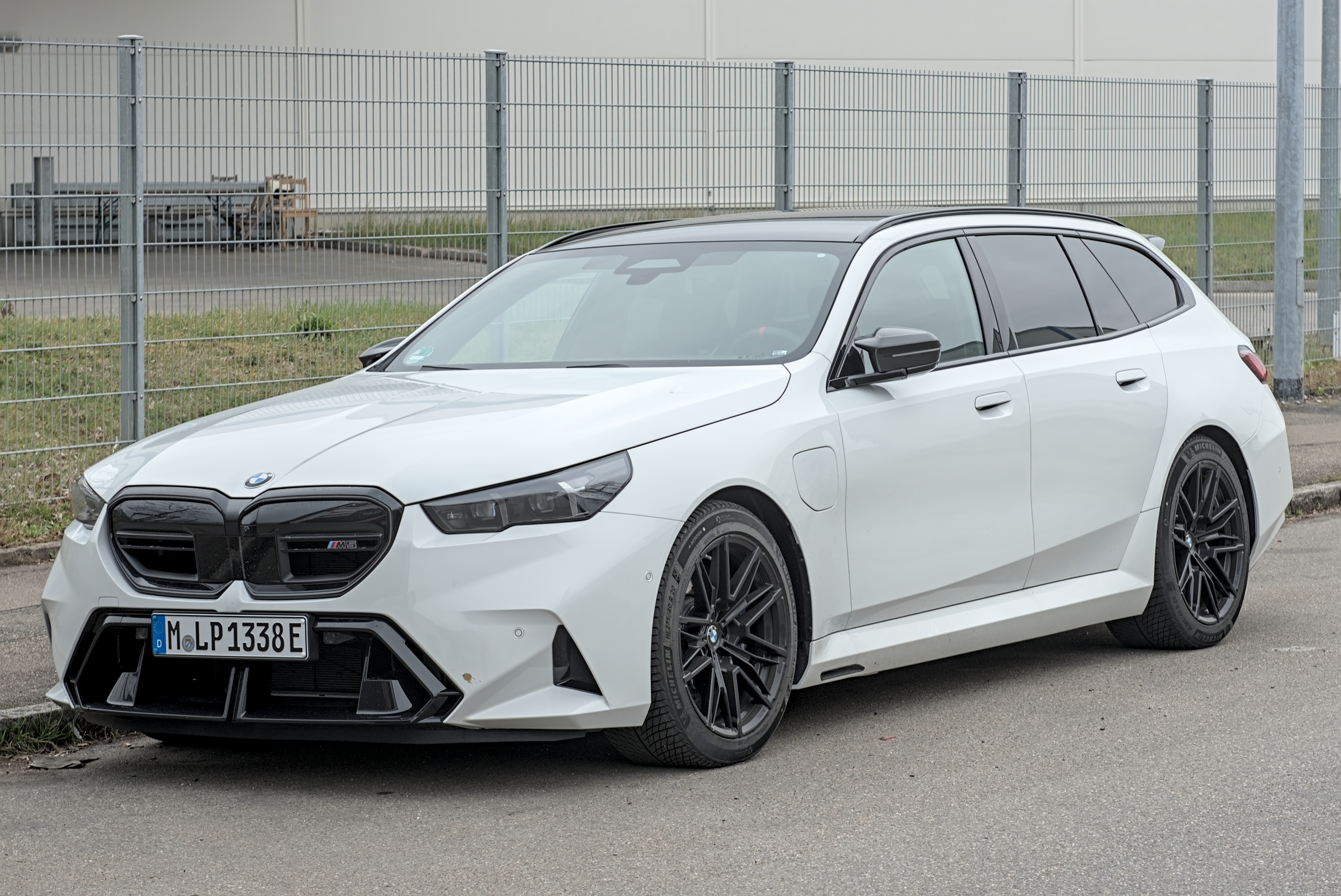
BMW M5 Touring G99 (seit 2024)
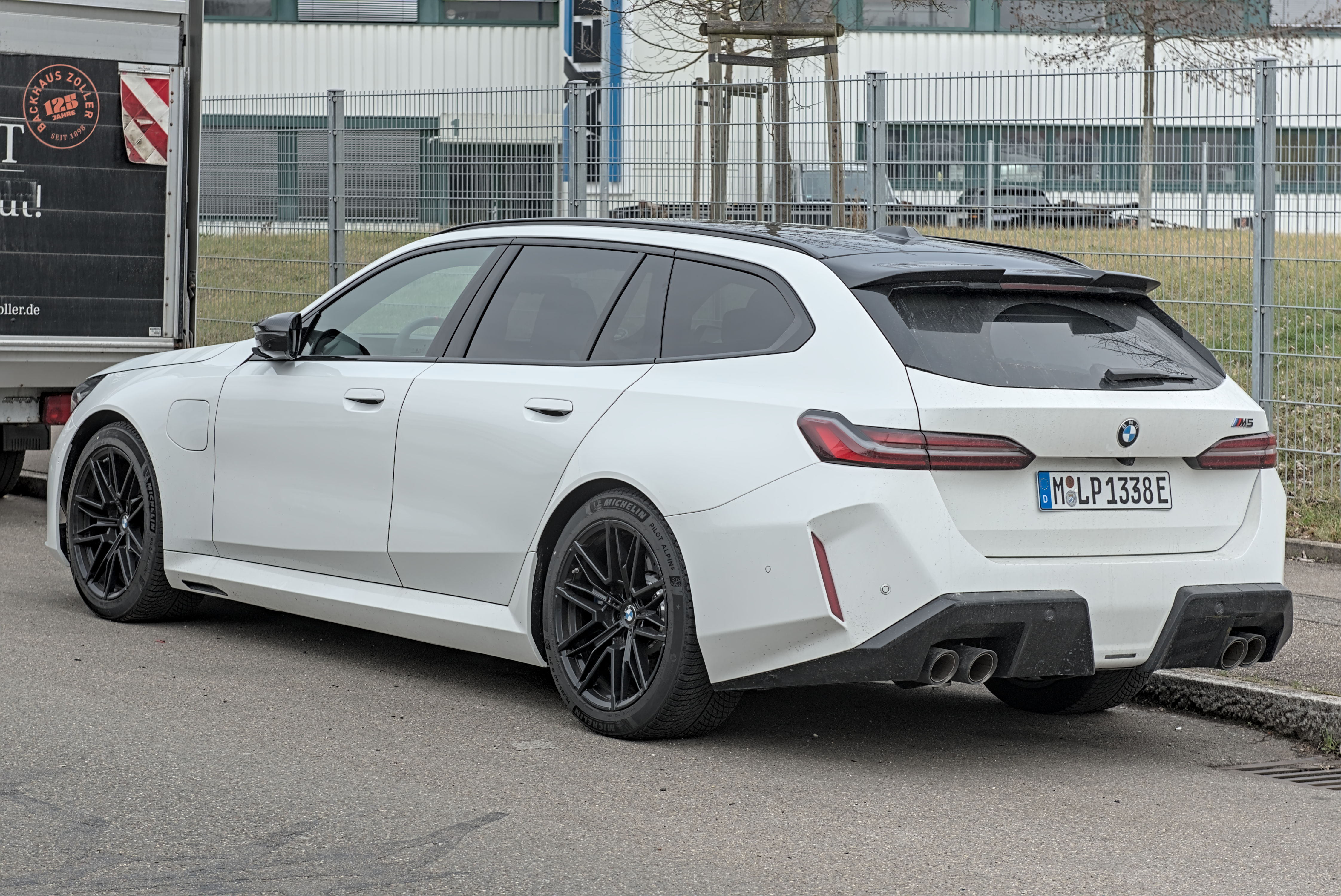
Heckansicht
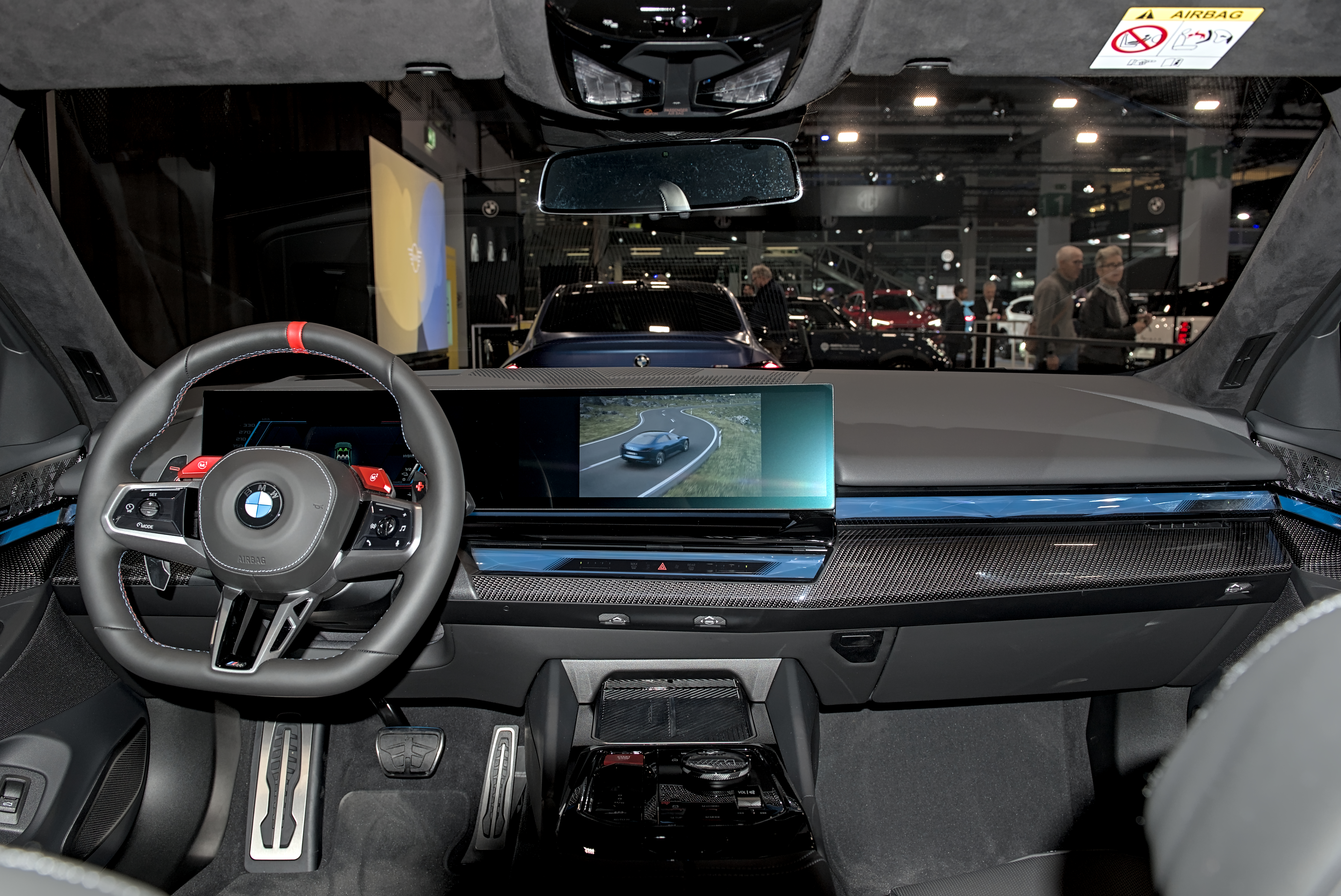
Cockpit

Fortan übernimmt im M5 ein Plug-in-Hybrid den Antrieb. Er kombiniert den aus dem Vorgängermodell bekannten 4,4-Liter-V8-Ottomotor (430 kW) mit einem Elektromotor (145 kW). Die Systemleistung wird mit 535 kW (727 PS) angegeben. Eine im Unterboden verbaute Hochvoltbatterie mit einem Energieinhalt von 18,6 kWh ermöglicht eine elektrische Reichweite von bis zu 69 km nach dem WLTP-Fahrzyklus. Gegenüber dem Vorgängermodell ist die siebte M5-Generation rund 500 kg schwerer. Dies führt – trotz der höheren maximalen Leistung – zu schlechteren Fahrleistungen.

### Technische Daten
|                                                                         | M5 Limousine                  | M5 Touring                    |
| ----------------------------------------------------------------------- | ----------------------------- | ----------------------------- |
| Bauzeit                                                                 | seit 11/2024                  | seit 11/2024                  |
| Motorbauart                                                             | V8-Ottomotor + Elektromotor   | V8-Ottomotor + Elektromotor   |
| Gemischaufbereitung                                                     | Benzindirekteinspritzung      | Benzindirekteinspritzung      |
| Motoraufladung                                                          | 2 Twin–Scroll–Abgasturbolader | 2 Twin–Scroll–Abgasturbolader |
| variable Ventilsteuerung                                                | Valvetronic                   | Valvetronic                   |
| Hubraum                                                                 | 4395 cm³                      | 4395 cm³                      |
| max. Systemleistung                                                     | 535 kW (727 PS)               | 535 kW (727 PS)               |
| max. Leistung Verbrennungsmotor bei 1/min                               | 430 kW (585 PS) / 5600–6500   | 430 kW (585 PS) / 5600–6500   |
| max. Leistung Elektromotor bei 1/min                                    | 145 kW (197 PS) / 6000        | 145 kW (197 PS) / 6000        |
| max. Systemdrehmoment                                                   | 1000 Nm                       | 1000 Nm                       |
| max. Drehmoment Verbrennungsmotor bei 1/min                             | 750 Nm / 1800–5400            | 750 Nm / 1800–5400            |
| max. Drehmoment Elektromotor bei 1/min                                  | 280 Nm / 1000–5000            | 280 Nm / 1000–5000            |
| Getriebe, serienmäßig                                                   | 8-Gang-Automatikgetriebe      | 8-Gang-Automatikgetriebe      |
| Antrieb, serienmäßig                                                    | Allradantrieb                 | Allradantrieb                 |
| Leergewicht in kg (DIN/EU)                                              | 2435 / 2510                   | 2475 / 2550                   |
| Beschleunigung, 0–100 km/h in s                                         | 3,5                           | 3,6                           |
| Beschleunigung, 0–200 km/h in s                                         | 10,9                          | 11,1                          |
| Höchstgeschwindigkeit in km/h                                           | 250 (1) 305 (1) (2)           | 250 (1) 305 (1) (2)           |
| Kraftstoffverbrauch, nach EWG-Richtlinie (WLTP), kombiniert in l/100 km | 1,6–1,7                       | 2,0                           |
| Stromverbrauch, nach EWG-Richtlinie (WLTP), kombiniert in kWh/100 km    | 25,0–25,5                     | 30,7                          |
| CO2-Emission mit Seriengetriebe (WLTP), kombiniert in g/km              | 37–39                         | 46                            |
| Tankinhalt                                                              | 60 l                          | 60 l                          |
| elektrische Reichweite (WLTP)                                           | 67–69 km                      | 61–67 km                      |
| Abgasnorm nach EU-Klassifikation                                        | Euro 6e                       | Euro 6e                       |

## Weitere Fahrzeuge
Im März 2012 brachte BMW erstmals einen 5er als M-Modell auf den Markt, der von einem Dieselmotor angetrieben wird. Das auf dem F10 basierende Modell wird als M550d bezeichnet und von einem dreifach aufgeladenen Reihensechszylinder-Dieselmotor mit 2993 cm³ Hubraum angetrieben, der maximal 280 kW leistet und ein maximales Drehmoment von 740 N·m entwickelt. Abgelöst wurde dieses Fahrzeug 2017 durch den als Limousine und Kombi (Touring) angebotenen M550d auf Basis des G30, der weiterhin einen Reihensechszylinder-Dieselmotor hat, der nun 294 kW leistet und ab 2000 min−1 ein Drehmoment von 760 N·m abgibt. Damit beschleunigt das Fahrzeug in 4,4 s von 0 auf 100 km/h. Des Weiteren bietet BMW mit dem G30 auch einen M550i xDrive mit einer maximalen Leistung von 390 kW an.